# Glossaire des sports de combat
Dans le milieu des sports de combat et des arts de combat, plus précisément dans la communauté des pratiquants et des entraîneurs existe une façon propre de s’exprimer et de communiquer « techniquement ».  Chaque réflexion et action à ses propres mots et expressions. Ce « parler » spécifique permet de mieux appréhender la pratique et surtout de mieux communiquer entre pratiquants et praticiens. Ce vocabulaire est emprunté à différentes spécialités sportives voire commun à de nombreux sports de combat.
« Les mots, et la manière dont nous pouvons nous en servir, peuvent fournir des lumières sur les principes de nos idées ». Essai sur l’origine des connaissances humaines, Étienne Bonnot, Abbé de Condillac, XVIIIe siècle

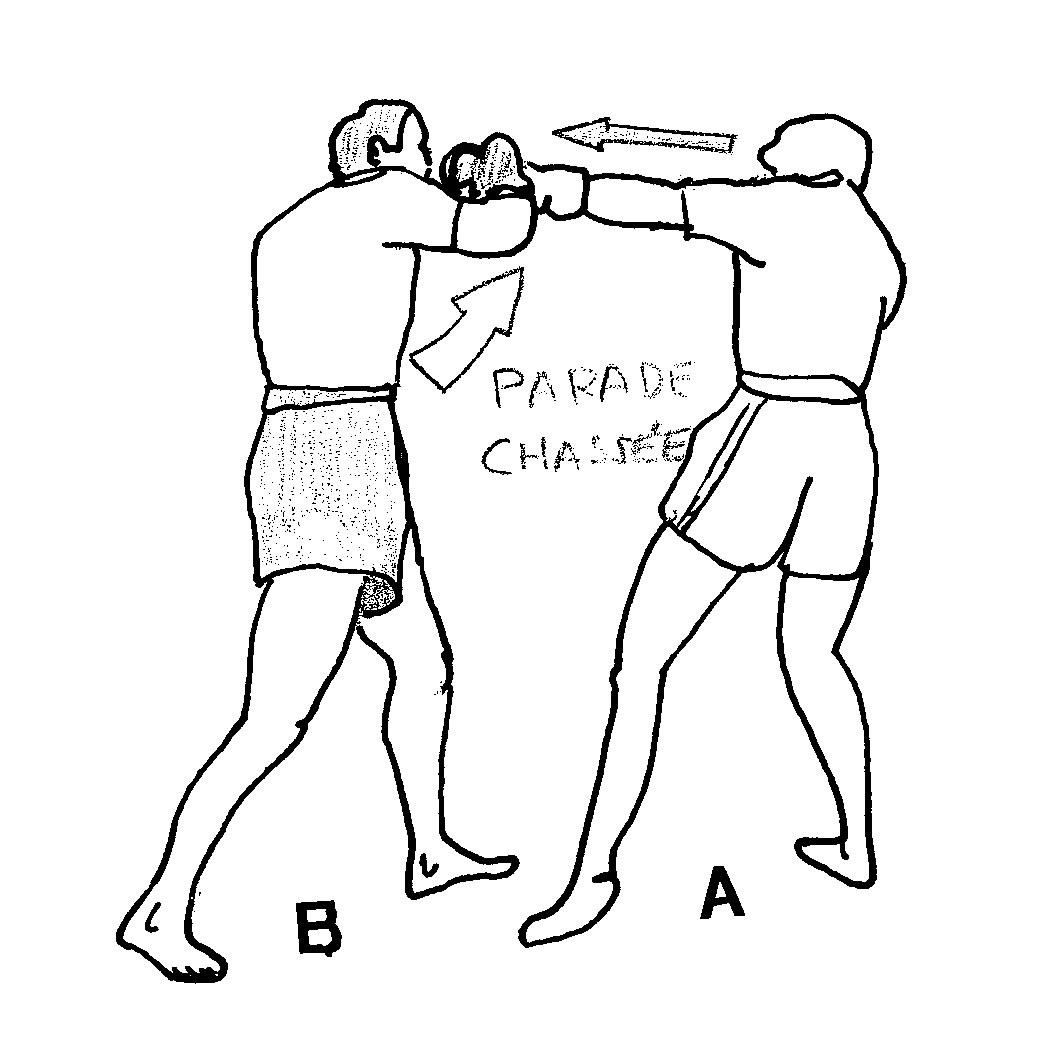
Déviation du coup de poing direct du poing avant en boxe anglaise (jab)
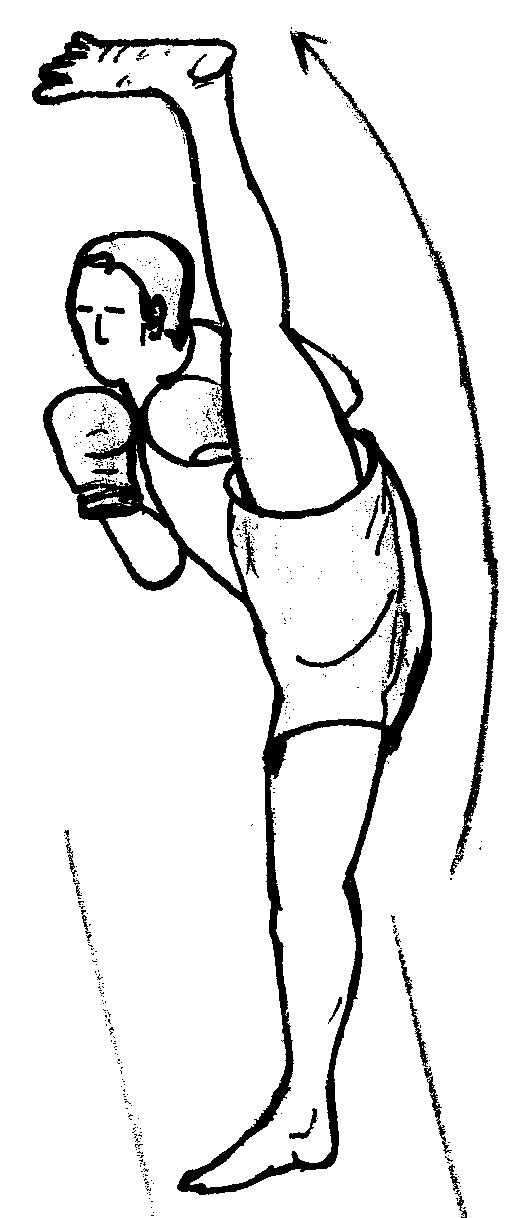
Coup de pied latéral en cardio-kickboxing
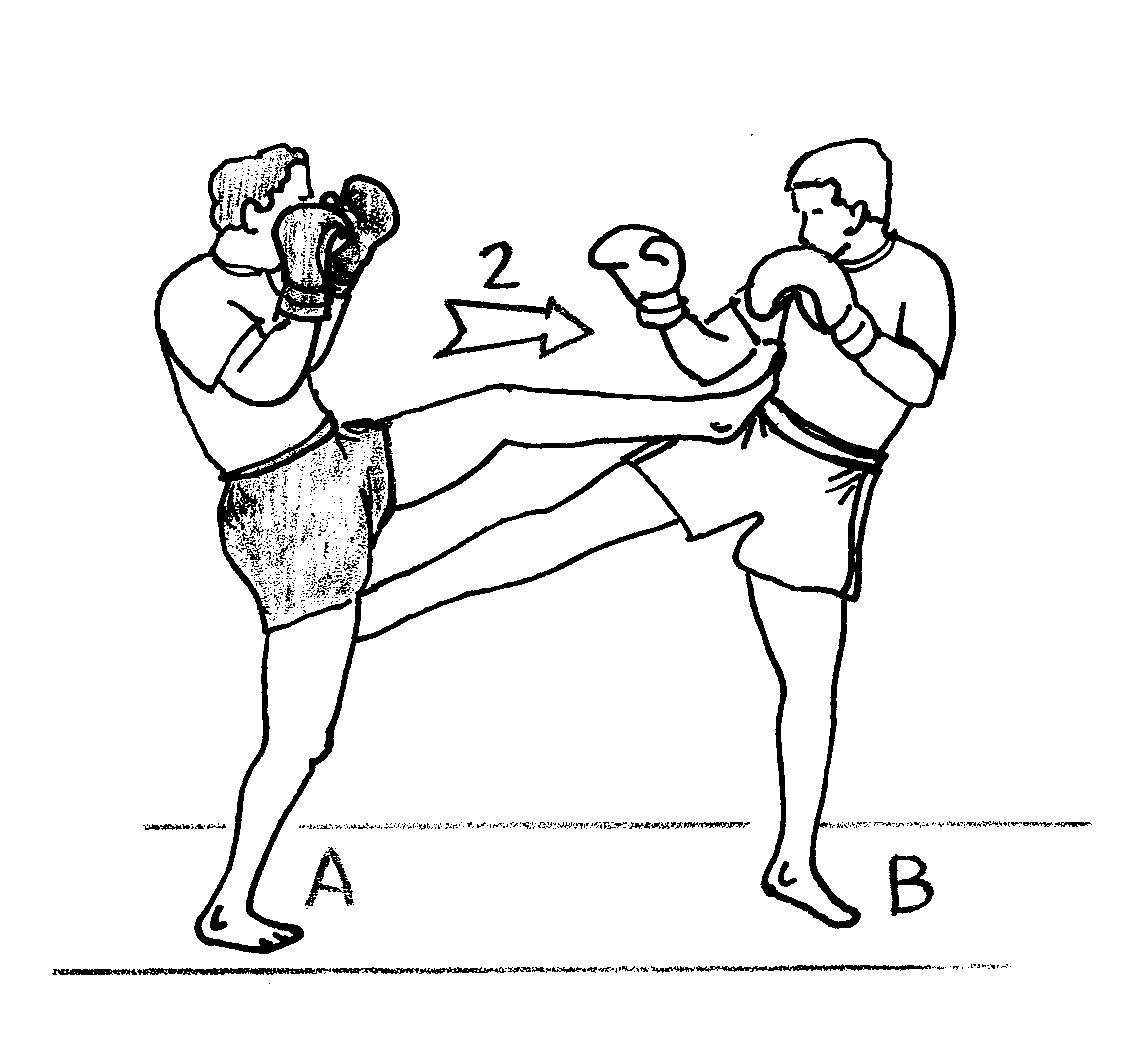
Coup de pied direct sur avancée adverse en kick-boxing
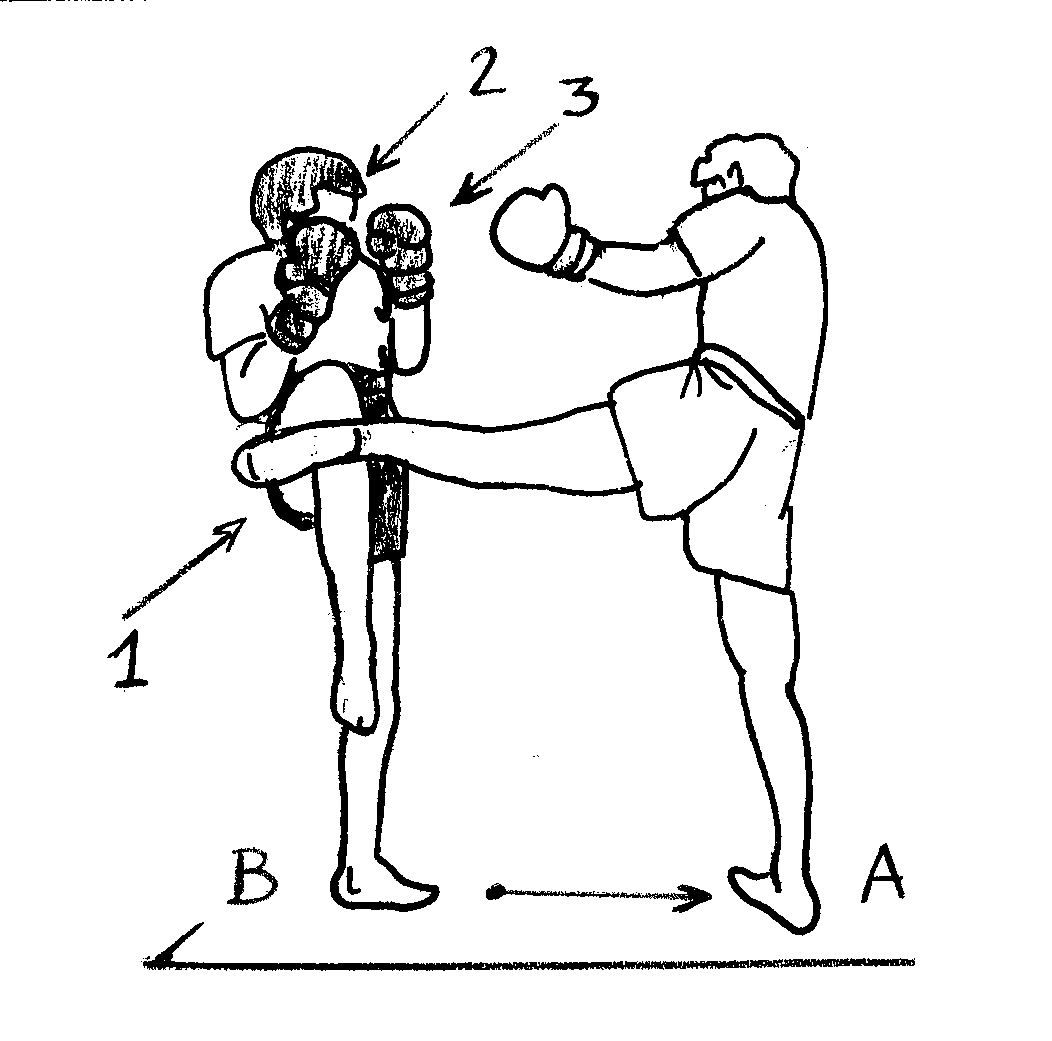
Blocage d’un coup de pied circulaire en boxe thaïlandaise

## Termes centraux et expressions majeures
L’analyse de l’acte d’opposition (sujet d’étude de la ‘’combatique’’) et l’étude stratégico-tactique d’une opposition (sujet de recherche de la ‘’stratégique’’) font ressortir différentes données sur les tâches et sous-tâches de match à mener pour réussir une confrontation sportive. On parle ainsi d’un ensemble d’actions et d’opérations pour mettre en place des stratégies et gérer les événements de match.

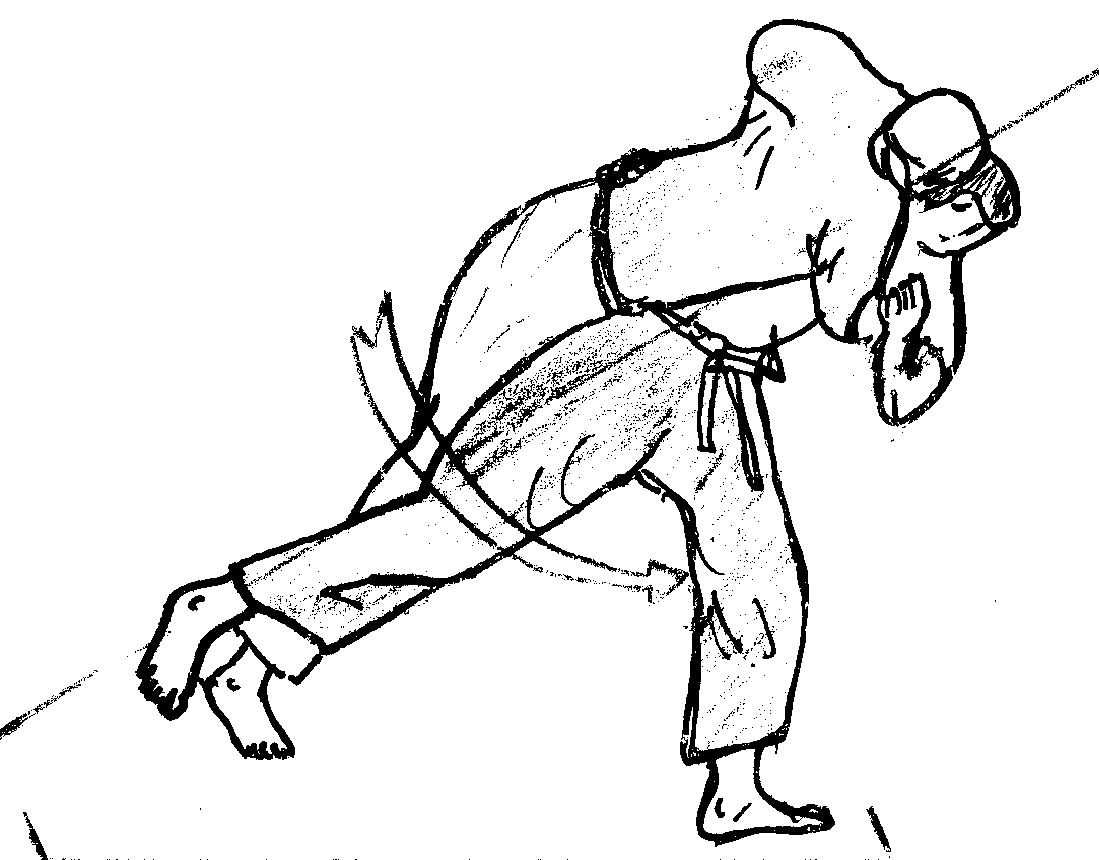
Projection par technique de hanche en judo
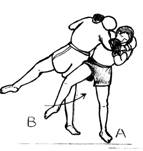
Projection par fauchage de l’appui en MMA
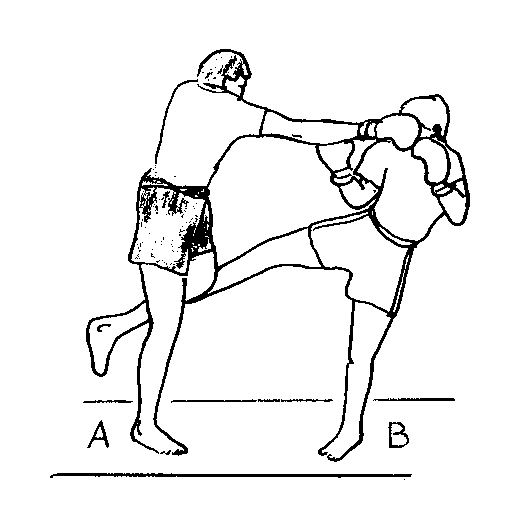
Attaque dans l’attaque adverse en direct plongeant du poing arrière (cross) en absorbant le coup de pied bas circulaire de l’opposant en K-1
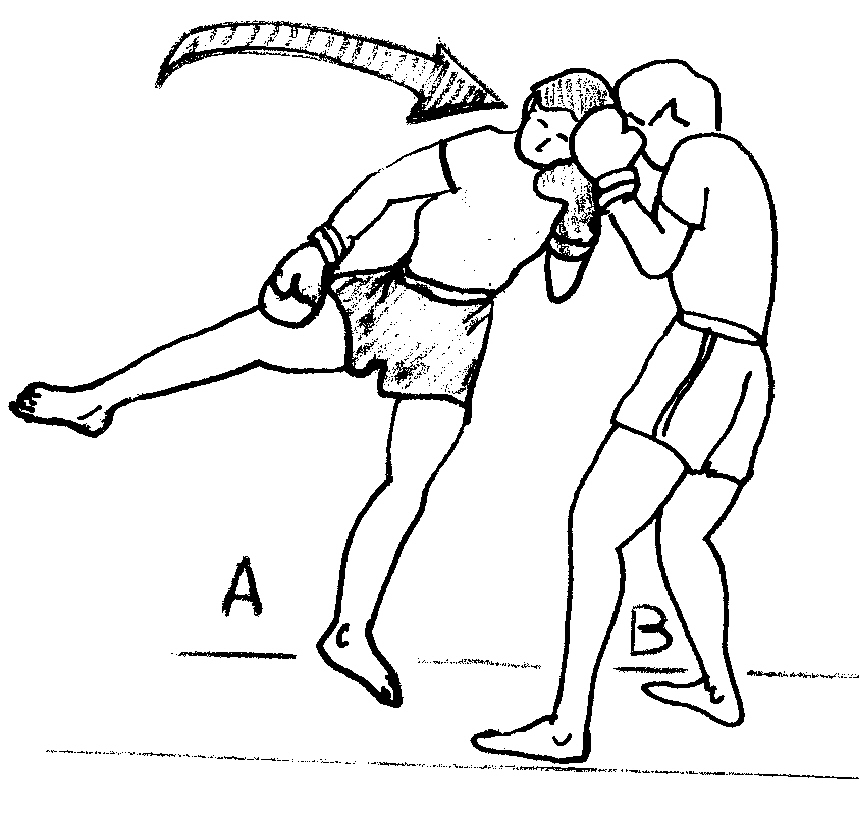
Coup de tête latéral en boxe birmane

## Vocabulaire par rubrique
1- Les activités principales de jeu exprimées en verbes d’action : défendre, neutraliser, contre-attaquer et attaquer.
2- Les activités de construction du jeu et de gestion du jeu : analyse du jeu adverse, projet de jeu (décision d’action, organisation du jeu et planification), conduite du jeu (pilotage et contrôle du jeu), régulation du plan d’action, adaptation du plan d’action et de l’activité générale, exploitation de l’activité adverse, manœuvre de l’adversaire et freinage de l’activité adverse, conservation des acquis, sortie de situations critiques (évasion), etc.
3- Les stratégies de jeu (cadre de pensée et intentions de jeu) : imposer son jeu, contraindre l’offensive et la défensive adverse (déstabiliser et manipuler l’opposant), défendre activement, riposter, attaquer dans l’attaque adverse), etc.
4- Les phases de jeu, les secteurs d’activité (compartiments de jeu) et opérations de match : entrée en matière et début de rencontre, conservation des acquis, remontée à la marque.
5- La  configuration du jeu (les données) : profil de l’opposant, opportunité/profit, adaptation au profil de l’opposant, etc.
6- Les activités de match : élaboration d’un plan d’action, résolution des difficultés, exploitation des données, choix de la manière de s’opposer, etc.
7- Les  moyens d’action (outils et activités de jeu) et opérations à mener : s’organiser et être prêt physiquement et mentalement (endosser une attitude organisée, adaptée et efficiente : adopter une garde et une organisation générale) et utiliser des modes d’action pertinents [approcher et immobiliser l’opposant, contrôler et gêner l’opposant, manœuvrer l’opposant (manipuler : tromper - feinter, appâter, piéger), presser, contre-priser, etc.].

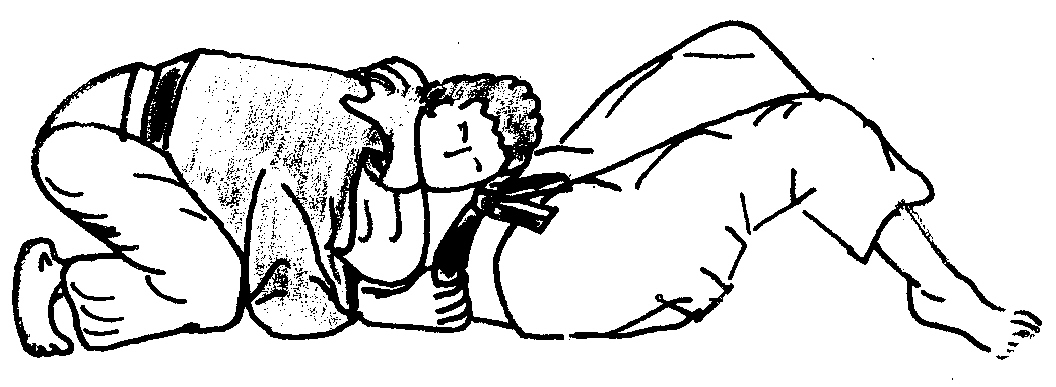
Immobilisation au sol de type « en tête-bêche » en judo
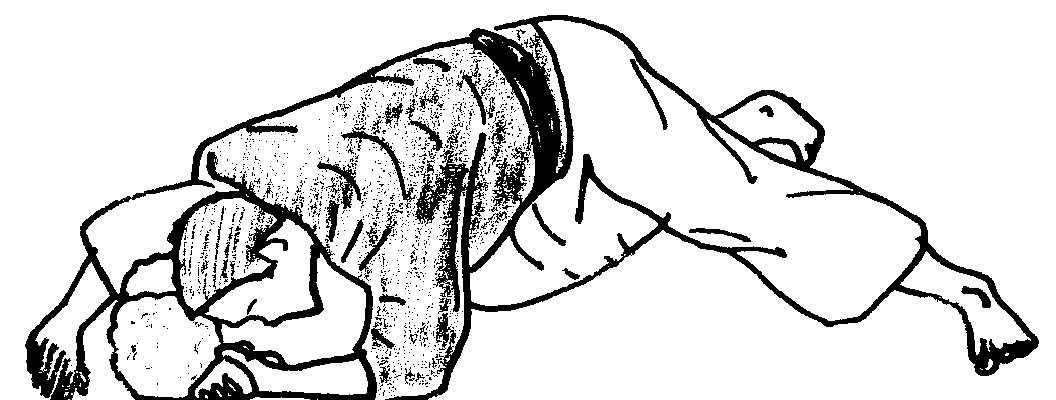
Immobilisation de type « costal » en judo
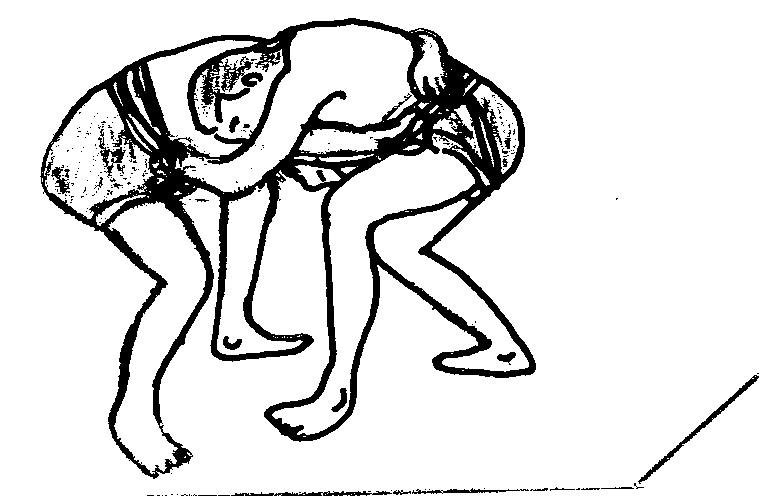
Saisie mutuelle des combattants en lutte birmane
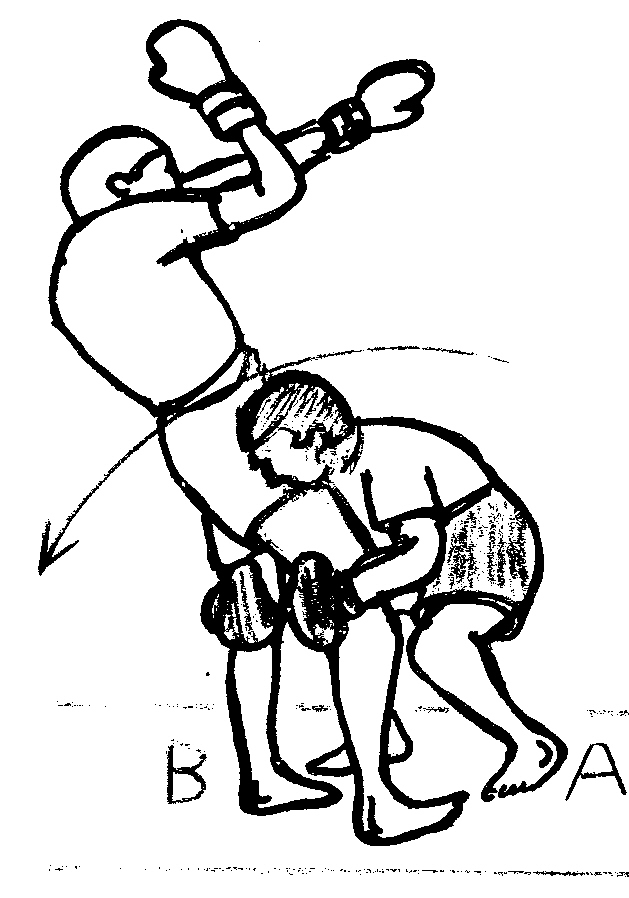
Saisie dite par ramassage de jambes en boxe birmane

## Termes et expressions des sports de combat
Ci-dessous par ordre alphabétique.
- Haut – A
- B
- C
- D
- E
- F
- G
- H
- I
- J
- K
- L
- M
- N
- O
- P
- Q
- R
- S
- T
- U
- V
- W
- X
- Y
- Z

## A
- À-propos (Sens de l’…) : À-propos : n.m, 1. « Une chose dite ou faite en temps et lieu convenables : avoir le sens de l’à-propos.  » (Dictionnaire Le Petit Larousse, Édition de 1979), 2. « Pertinence de l’acte, du geste, sens de la répartie. Ex. faire preuve d’à-propos. » (Dictionnaire Le Petit Larousse, Édition de 2005).  En sport, avoir le sens de l'à-propos se dit de l’aptitude à effectuer une action de circonstance ou plus exactement, pertinente (c’est-à-dire, appropriée, adaptée au fond de la chose et avec répartie, c’est-à-dire vive et spirituelle). Pour utiliser un raccourci : la « réponse adéquate dans le bon timing » (Delmas, 1975). Elle fait appel à des qualités d’adaptation et d’exploitation du comportement adverse. On dit quelquefois de certains athlètes qu’ils ont un sens aigu de l’à-propos, pour signifier que d’instinct ils sont capables de s’adapter à l’opposant et encore mieux, de tirer parti des actions adverses. D’ailleurs, cette qualité peut être rare chez les boxeurs trop méthodiques. En sport de combat, on distingue deux registres de l’à-propos :

- 1/ en situation défensive et contre-offensive,
- 2/ dans le domaine offensif. Ex. 1 dans les activités de type boxe : tourner autour de l’adversaire alors qu’on est à l’agonie. Ex. 2 : délivrer un coup de contre au corps au moment d’une attaque à la face. Voir également : coup d’œil, capacité de réaction, prise de décision, opportunité, profit (action de…), recueil de données, vitesse d’exécution, vitesse de réaction.
- Absorption : action défensive qui consiste à accompagner l’action adverse pour annihiler son effet. Certains athlètes se servent de ce mode défensif pour riposter efficacement après avoir appâté une attaque adverse.
- Actif (Il est…) : En sport, se dit d’un athlète qui travaille énormément. Ce caractère peut aider à gagner un match. Mais d’être entreprenant ne suffit pas pour gagner un match si l’on ne marque pas des points.
- Action de combat : (Fr) Concept de combatique. Désigne l’ensemble des effets déployés pour combattre. Ce sont les manifestations corporelles qu’utilise un combattant pour gérer l’opposition, habituellement surnommé « techniques ». On recense différentes catégories d’actions :

- les actions d'approche consistant à gagner de la distance pour préparer un travail offensif,
- les actions de conservation des acquis (but : « se maintenir en avance à la marque »),
- les actions contre-offensives (riposte, coup de contre, coup d’arrêt et neutralisation),
- les actions de contrôle (appui sur l’adversaire, pression, tassement…),
- les actions défensives (blocage, couverture, croush, déviation, esquives…),
- les actions de profit (utilisation des opportunités),
- les actions d’évasion (débordement, dégagement du coin, sortie…),
- les actions d’exploitation de l’espace et du matériel (emploi des cordes, utilisation du centre ou de l’extérieur…),
- les actions de gestion des difficultés (but : « sortir de situations difficiles »)
- les actions de mobilité au sol et de déplacement (pas de progression, pas de retrait, pas de côté, rush, contournement, fuite…),
- les actions de mobilité du tronc (désaxage, retrait de buste, torsion…),
- les actions de neutralisation (raccourcissement de la distance, verrouillage…),
- les actions d’immobilisation (pressing, cadrage…)
- les actions offensives (attaque directe, indirecte et composée), etc.
C’est par la maîtrise de ses actions et l’adaptation aux différentes situations de match qu’un athlète peut espérer remporter une rencontre.
- Action sécuritaire : se dit d’une activité réalisée avec suffisamment de prévention du risque. L’activité duelle de type boxe se situe constamment entre deux pôles opposés, la « prise risque nécessaire pour marquer des points » et la « mise sécurité maximale et permanente de ses cibles ». Il n’y a pas de « risque zéro » lorsqu’on part à l’offensive et, il en est de même pour la protection personnelle, aucun système défensif ne permet une mise à l’abri optimale.
- Activité (Produire de l’…) : (Fr) Vocabulaire de sport. Être actif face à l’adversaire s’est se donner la chance de remporter l’opposition. « Combattre en continu » tout en cherchant à interrompre les actions adverses est propre à certaines conceptions de façon de faire et le lot de certaines écoles de sports de combat. Voir aussi actif (il est…).
- Activités de gestion du jeu : (Fr) Concept de combatique. En l’occurrence pour les sports d’opposition, il s’agit des « activités à déployer pour défendre ses propres cibles et attaquer les cibles adverses » (Delmas, 1975). Contrairement à ce que la logique élémentaire laisse entendre, il ne suffit pas de défendre et d’attaquer pour remporter une opposition mais bien de conduire le jeu (piloter la confrontation et s’adapter à l’opposant) et construire le jeu (manœuvrer l’opposant et exploiter les comportements adverses) le plus efficacement possible. Outre maîtriser des gestes défensifs et offensifs, il s’agit plus précisément de mettre en place des activités destinées à prendre possession de l’intégrité adverse.  Ces dernières se subdivisent en trois compétences :

- 1/ « s’adapter à l’activité adverse »,
- 2/ « manœuvrer l’adversaire dans le but d’atteindre l’intégrité adverse »
- et, 3/ « exploiter l’activité adverse pour atteindre l’intégrité adverse ».
- Activités principales de jeu : (Fr) Concept de combatique. Il s’agit des « activités majeures déployées durant le duel » (Delmas, 1975). Elles sont regroupées par compartiment de jeu : défense, neutralisation, attaque, contre-attaque (riposte) et attaque dans l’attaque. Elles se manifestent par des comportements moteurs observables dans les différentes phases de l’opposition.
- Adaptabilité (motrice)  : (Fr) Vocabulaire de science du sport. « Capacité acquise par l’apprentissage de déclencher un programme moteur spécifique et pertinent (efficient). Le geste moteur prend en compte toutes les variables de la situation rencontrée. Le geste adaptatif se situe à l’opposé du stéréotype moteur, qui lui, n’intègre pas les variables de la situation. (…) Cette adaptabilité suppose la mémorisation de nombreux schémas moteurs » (Sarthou, 2003). Ex. : pour l’exécution d’un coup de contre, le geste doit être placé et dosé en fonction des aléas de la situation de confrontation (éloignement et placement de l’adversaire, activité adverse, etc.) ce qui nécessite des qualités spatiales (mise à distance et orientation) et temporelles (timing) mais également, en plus de l’aspect moteur de l’activité, des qualités d’à-propos.
- Adaptation (à l’adversaire) : (Fr) Concept de combatique. S’adapter en sport de combat est la « capacité à autoréguler son propre comportement sous l’effet des contraintes de son adversaire » (Delmas, 1981). C’est surtout la capacité à trouver des solutions pour résoudre les problèmes posés par l’adversaire et ainsi, s’accorder à tous les styles de combattant et ainsi à tous les contextes de jeu. L’adaptation désigne donc un ensemble d’actions destinées à apporter des réponses au comportement adverse. Elle se présente comme la qualité majeure des athlètes expérimentés (l’art du bon combattant réside dans sa flexibilité et non la rigidité comportementale). Mais les qualités d’adaptation escomptées, dans l’apprentissage des sports de combat, touchent aussi bien l’aspect défensif que la neutralisation ou l’utilisation de l’activité adverse à son propre avantage. Ex. en sport de combat de percussion : Utiliser les coups d’arrêt de l’adversaire attentiste (stoppeur notamment) pour construire son jeu contre-offensif. L’adaptation se concrétise par deux savoir-faire :

- d’abord, résoudre les problèmes posés par le jeu adverse (défendre ses cibles et neutraliser la future activité adverse).
- puis, organiser son jeu personnel au regard du profil adverse pour exploiter le jeu adverse.
L’apprentissage de cette capacité consiste à travailler la maîtrise des différents compartiments de jeu afin de répondre au mieux aux sollicitations adverses. .
Dans ce domaine, on trouve un ensemble de règles d’adaptation (appelées « principes de conduite » ou « principes tactiques ») qui lorsqu’elles sont suivies évitent de tomber dans les pièges adverses. Ces règles sont abordées progressivement dans l’apprentissage ou se découvrent par instinct et font la subtilité de l’activité boxe. On peut citer : « sortir de l’axe direct lorsqu’on a affaire à un fonceur » ou « éviter le coup d’arrêt adverse face à un stoppeur ». 
Mais l’adaptation ne s’arrête pas aux qualités technico-tactiques, elle concerne également les qualités physiologiques et psychologiques. Ex. : s’adapter à la pression adverse sans être en dette d’oxygène, tolérer l’angoisse de pré-match, supporter les actions d’intimidation adverses, etc. Tout cela peut s’apprendre à la salle et c’est à l’entraîneur de mettre en place des tâches techniques qui vont améliorer l’adaptabilité de son poulain.
- Aire d’attaque : (Fr) Vocabulaire de combatique. Zone géographique dans laquelle se situent les échanges techniques. On parle souvent de rentrer dans le territoire adverse lorsqu’on franchit le périmètre de sécurité c’est-à-dire la ligne imaginaire qui détermine la distance d’atteinte. Voir aussi territoire.
- Algorithme (sport)|Algorithme : (Fr) Vocabulaire de combatique. Un algorithme est un ensemble de prescriptions et de règles qui définissent « ce qu’il faut faire » et « dans quel ordre » pour résoudre un problème (ou une classe de problème).  C’est donc un énoncé bien défini d’une suite d’opérations permettant d’obtenir, avec un nombre défini de « pas », le résultat souhaité. Il s’applique surtout à des problèmes supportant une modélisation formelle. Il existe différents types d’algorithmes (procédures de type « cascade d’opérations préétablies », d’« arbre de décisions » et autres) et certains ont une complexité tellement grande qu’on ne peut obtenir un résultat en temps raisonnable.

On trouve, en matière sportive, une large exploitation du concept d’algorithme, notamment pour envisager les comportements des acteurs, prévoir des réponses, prendre des décisions, etc. Mais très souvent, les caractéristiques propres d’une activité sportive (complexité motrice, charge émotionnelle, pression temporelle et spatiale, etc.) peuvent entraver la gestion rationnelle du pratiquant. Néanmoins, cette difficulté de « gestion des variables », n’enlève en rien à l’apport de la démarche algorithmique du point de vue de l'éclaircissement de la tâche (points de repères, répertoires d’actions envisageables, etc.).
- « Aller à la guerre » : aussi « aller au combat ». Expression qui signifie qu’un combattant défend ses chances en donnant tout ce qu’il a et très souvent avec rage. Cette façon de dire, qui peu paraître violente, n’a rien de péjoratif car il faut se rendre à la réalité, pour avoir des chances de remporter un combat il faut être très entreprenant.  « Aller au combat » c’est choisir un mode opératoire différent de celui d’une boxe calculée et bien gérée. Et certains combattants, sous la pression adverse ou de l’entourage, tombent dans le piège de cette façon de faire.
- « Aller au tapis » : expression de compétition qui signifie « se faire assommer » par un coup et donc « se faire envoyer à terre ». Voir aussi voyage au tapis.
- « Aller chercher la victoire » : (Fr) Vocabulaire de sport. Expression de compétition qui signifie « aller au combat » et donc ne pas attendre de subir le travail adverse. C’est au « challenger » à « aller à la guerre », à faire le combat du début à a fin, s’il veut se donner les chances de remporter la victoire. Certains combattants se trompent de stratégie en attendant le « champion » durant de nombreux rounds. Ils n’ont pas compris que l’intérêt du tenant du titre c’est de prendre le minimum de risques pour conserver sa « couronne ».
- Allonge : relatif à la longueur des segments d’un combattant. Un combattant de par sa morphologie rectiligne (filiforme) dispose très souvent d’une envergure supérieure aux normes habituelles, ce qui va poser un problème d’organisation à son adversaire – notamment pour se rendre au corps à corps. On dit quelquefois dans le jargon pugilistique que ces boxeurs à grande envergure ont des « tentacules » en guise de bras.
- Amener l’opposant vers ses points forts : (Fr) Vocabulaire de combatique. Organiser son comportement afin d’attirer l’adversaire sur son terrain de prédilection c’est faire preuve d’un bon sens tactique. Cette manœuvre appartient aux principes stratégico-tactiques et notamment aux techniques dites d’attirance.
- Amorce : (Fr) Vocabulaire de combatique. Moyen qui consiste à encourager l’adversaire à réaliser une activité afin de tirer parti de celle-ci (on dit « télécommander » l’activité adverse). Elle appartient à l’ensemble des techniques de manœuvres notamment à la catégorie des techniques de tromperie. Voir aussi leurre et piège.
- Analyse de l’adversaire et de son activité : (Fr) Vocabulaire de combatique. Capacité à relever des indications réutilisables sur les caractéristiques et le comportement adverse.
- Analyse d’une opposition : (Fr) Vocabulaire de combatique. Activité qui consiste à repérer les éléments pertinents d’une opposition afin de porter un jugement. Au bord d’une aire de combat, cette activité appartient, en premier lieu, au coach (entraîneur) lui permettant de réguler le travail de son athlète (consignes) et de prévoir un plan de conduite pour un futur duel (plan d’action). Ce bilan d’observation va permettre également l’élaboration d’un plan d’entraînement (Remédiation). Voir recueil d’observation, bilan d’observation (fiche d’analyse et synthèse), bilan de match, bilan de période et plan d’action (plan de conduite).
- Angle d’attaque : Orientation spatiale de l’action offensive. Différents axes vont permettre de trouver des passages (ouvertures) dans la garde adverse : l’axe direct d’affrontement, les axes latéraux et obliques. Ainsi l’offensive pourra se réaliser à l'intérieur de la garde (en dedans) ou à l’extérieur de la garde (en dehors), par-dessus ou par-dessous la garde (dans la « cheminée »), en diagonale montante ou descendante, etc. Le nombre de « portes » d’entrée est vaste et va donc poser des difficultés défensives à l’adversaire (on parle de problème d’incertitude). Ex. : après une attaque directe enchaîner en crochet du même bras, avec inclinaison latérale du buste, pour trouver une ouverture sur le côté.
- Appât : moyen mis en place afin d’utiliser le comportement de l’adversaire à son propre avantage. Il consiste à commander une action ou une attitude chez l’adversaire pour en tirer parti. Ce procédé tactique appartient à la catégorie des tromperies et notamment des pièges. Un ensemble de manœuvres pour amener l’adversaire à exécuter des actes bien précis coexistent. En sport de combat de percussion dit de cible, la plus connue est la découverte d’une cible personnelle. Il consiste à présenter une cible corporelle découverte à l’adversaire afin de tirer parti de l’offensive adverse (notion de sacrifice de cible). Ce procédé tactique appartient à la catégorie des pièges. Certains combattants vont jusqu’à simuler des comportements d’athlètes « en difficulté ». Par exemple : faire croire à une fatigue (ou à un « demi-K.O. ») en se couchant sur les cordes pour décocher un contre.  Ce type d’attitude relève d’un manque d’esprit sportif. On traite cet athlète de  « vicelard » et le différencie d’un combattant honnête et usant d’intelligence tactique. Voir aussi : invitation (invite) ,  piège  et  tromperie .
- Appel (Faire un…) : Cette notion concerne deux phénomènes opposés :

- Faire un appel à son désavantage : c’est annoncer involontairement l’arrivée d’une action. Ce qui est souvent le cas des attaques de débutant. Ainsi on dit que l’adversaire « téléphone » son action ce qui peut permettre à son opposant de s’organiser défensivement ou mieux de se servir de l’action adverse à son avantage (ex. : placer un contre). Voir aussi envoyer des fax.
- L’appel en tant que moyen stratégique : faire un appel, c’est utiliser un signal destiné à donner une information à l’adversaire pour l’occuper ou pour l’induire en erreur. On parle aussi d’utiliser le principe de la « contre-information » c’est-à-dire donner un faux signal. Ex. : frapper le sol avec le pied, pour ébranler l’adversaire ou pour appuyer une feinte. Voir aussi attaque différée et provocation.
- Approche (Phase d’…) : Espace de temps situé entre le démarrage du déplacement vers l’adversaire et l’atteinte de la cible. Beaucoup d’actions peuvent se dérouler durant cet espace temporel (mouvement défensif, offensif ou contre-offensif). À qualités technico-tactiques proches et condition physique égale, c’est le facteur « vitesse » d’exécution (réaction, vivacité, explosivité) qui peut faire la différence entre deux athlètes, notamment chez les athlètes amateurs.
- Appui : En sport, on parle souvent de « qualité des appuis » comme facteur important de réussite. Par exemple, la boxe anglaise est souvent qualifiée, par les Anglo-saxons, de « science des appuis », pour rappeler l’importance des habiletés à servir du sol. Utiliser le sol en tant que tremplin pour mieux se déplacer et pour délivrer les techniques est donc une des conditions du succès. Elle est d'autant plus importante dans le combat au K.O.-system où l’action de poussée des jambes augmente grandement la puissance de frappe. Des appuis bien répartis au sol et dynamiques permettent d’assurer : équilibre, disponibilité à se déplacer rapidement et transmission de l’énergie par le principe d’« action-réaction » avec le sol.
- Appui principal : Jambe sur laquelle s’effectue la plus forte charge corporelle. D’une manière générale, par exemple pour une activité de type boxe, un coup de poing remontant est délivré avec le poids du corps sur l’appui du côté bras de frappe (on dit à l’amble). Cependant, deux modes coexistent pour l’exécution d’un coup de poing circulaire : le poids du corps peut alors être en charge soit du même côté que le bras de frappe soit sur l’appui opposé.
- Appui secondaire : Contrairement à l’appui principal, c’est la jambe où se fait le moins de transfert de masse.
- Arme : Terme générique utilisé dans les sports de combat de percussion depuis les années 1970 (Delmas, 1973) désignant une partie du membre anatomique destiné à délivrer une frappe ou à assurer une action de défense. En l’occurrence pour la boxe anglaise, le segment corporel de frappe est la main fermée sous son nom populaire de « poing ». Ex. : en position de garde dite de trois-quarts de face, c’est-à-dire un membre en avant du tronc et le second plus retranché en arrière, le « poing avant » peut être utilisé comme « arme » de défense pour empêcher l’adversaire de s’approcher. Chez d’autres auteurs, le terme « arme » désigne le geste technique utilisé ou forme de corps (ce qui peut se concevoir comme une erreur terminologique). Ex. 1 en arme d’attaque : le crochet (coup de poing circulaire) est utilisé habituellement à atteindre des cibles latérales et ainsi favoriser le contournement de la garde avancée adverse. Ex. 2 en arme de défense : le bouclier frontal (couverture frontale avec les avant-bras et les gants de boxe) pour protéger ses propres cibles contre une attaque d’un coup de poing dans l’axe direct. Dans les boxes pieds-poings on parle souvent de quatre, six ou huit armes pour désigner le nombre de zones de frappe utilisé. En boxe birmane et en boxe thaïlandaise on utilise le plus souvent les huit surfaces principales de frappe (deux poings, deux pieds/tibias, deux genoux et deux coudes). La neuvième arme pratiquée notamment dans les boxes ancestrales du Sud-est asiatique, la tête (crâne), a été enlevée des règlements modernes.
- Arrêt : aussi « stoppage ». Action offensive portée sur l’avancé adverse ou sur déclenchement d’attaque adverse, le plus souvent dans l’axe direct, dans le but :

- 1. De limiter la progression adverse (notion de « mise en butée »). Ex. : porter un lead long afin de stopper net la progression adverse ;
- 2. D’annihiler l’attaque adverse dès son déclenchement (notion de neutralisation de l’action adverse). Ex. : porter un lead long dans le déclenchement d’un jab adverse. Ici, nous sommes proche de la notion de contre, mais à la différence, le coup d’arrêt est destiné à neutraliser l’action adverse et non à percuter violemment l’opposant.
Le plus souvent, l’arrêt est un coup « lourd » et profond qui a suffisamment de puissance pour mettre en fin de course le déplacement adverse (phénomène dit de « mise en butoir ». Il est porté le bras tendu en passant l’épaule et la hanche ce qui lui donne de la puissance. Par conséquent, un coup « sec » n’est pas toujours suffisant pour stopper l’inertie adverse. En boxe éducative ou boxe assaut, la puissance de frappe étant prohibée, ainsi la réalisation du coup d’arrêt nécessite un savant dosage de l’inertie du poing. Ainsi, il est réalisé le plus souvent en tendant le bras, coude verrouillé en fin de course.
- Assaut à thème : Opposition d’entraînement à vocation pédagogique consistant à appliquer un travail demandé par l’entraîneur. Même si le caractère de la confrontation est relativement libre, c’est-à-dire à incertitude importante, la forme de l’opposition et certaines actions sont prédéterminées. Exemple de dispositif : nature de l’opposition (contrôlée), aménagement de certaines règles (types de cibles et d’armes limitées), utilisation de l’espace de jeu (centre, cordes, angles…), rôles de chacun   (en défense, en riposte, en contre…), etc.
- Assaut à rôle : Opposition d’entraînement où les rôles de chacun des partenaires est déterminé à l’avance.
- Atout : se présente comme le point fort d’un athlète ; c’est-à-dire son caractère dominant ou sa qualité majeure. Exemple : coup d’œil exceptionnel, grande vaillance, vitesse de réaction hors du commun.  Certains boxeurs savent utiliser leurs « atouts » pour élaborer leur propre façon de boxer. Ex. : une forte puissance musculaire du tronc notamment dans les crochets peut inviter un athlète à miser sur ce point fort là pour construire son propre jeu. D’ailleurs, on dit, souvent pour un grand champion, que sa qualité exceptionnelle en fait sa propre « marque de fabrique » et laisse souvent une empreinte à vie dans la mémoire collective.
- Attaque : mouvement offensif destiné à atteindre des cibles adverses. On distingue plusieurs formes d’attaque :

- simple, faite d’un mouvement unique,
- doublée ou renouvelée (redoublement du même mouvement),
- indirecte : différée, composée (comprenant appel, feinte, provocation, etc.), progressive (organisée autour de différentes actions pour s’approcher de la cible),
- cachée (masquée),
- en « aveugle »,
- sur préparation, lancée alors que l’adversaire a entrepris une préparation d’attaque. Il s’agit ici plus précisément d’un coup d’arrêt voire d’un coup de contre.
- Attaque dans l’attaque : En abrégé, « ADA » (Delmas, 1975) et en anglais, « attack in the attack ». Elle se définit par une « offensive lancée dans l’attaque adverse » (Delmas, 1975). L’idée principale est d’exploiter l’action adverse à son propre avantage. En sports de combat cette action s’appelle le plus souvent « contre » ou plus exactement pour les sports de percussion, « coup de contre ». C’est une action offensive lancée dans l’attaque adverse destinée à atteindre l’opposant avant que ce dernier n’y parvienne. On parle de « contre » car l’action s’effectue le plus souvent dans le sens contraire de celle de l’adversaire provoquant un choc de type de télescopage. Dans d’autres sports de combat, on trouve des actions « avec » c’est-à-dire dans le même sens que l’attaque adverse (on parle d’aspiration ou d’effet dit « tandem »). Au niveau du timing, l’action de contre peut être engagée au démarrage de l’attaque adverse ou durant son développement. Elle fait appel à la faculté de percevoir et d’identifier l’action adverse au moment où elle se dessine, voire où elle se conçoit dans l’esprit de l’autre. Du point de vue stratégique deux modes opératoires peuvent être envisagés : 1/ repérer l’attaque adverse et prévoir son renouvellement, 2/ télécommander l’attaque adverse. Les qualités d’un bon « contreur » sont : le coup d’œil (capacité à lire la boxe adverse), la prise de décision et la capacité de réaction rapide et d’anticipation. Ces dernières font appel aux ressources suivantes : l’à-propos (réponse adéquate dans le bon timing), la vitesse de réaction (explosivité), la vitesse d’exécution et dans un autre registre, la malice (capacité à manœuvrer et à manipuler l’opposant). Certains athlètes sont spécialisés dans cette forme de stratégie et on dit d’eux que se sont des opportunistes. À l’encontre des combattants offensifs, ces derniers se placent en position d’attentiste profitant de l’occasion pour arriver à leurs fins.
- Attaque dissimulée : Se dénomme aussi « attaque fantôme ». Se dit d’une offensive portée par dissimulation de l’arme (type de coup utilisé) et de la cible visée imprévisible. Le principe consiste, non pas seulement à créer un climat d’incertitude défensive mais au contraire, à augmenter l’aspect aléatoire par le concours d’une attaque surprise dont l’arme n’était pas attendue. Certains combattants sont experts en la matière, et utilisent toutes sortes d’artifices mêmes illégaux pour arriver à leurs fins (accrochage, jeu de corps et de saisie, poussée, poids du corps, etc.). Il existe différents procédés qui appartiennent aux techniques de manipulation de l’adversaire et notamment aux actes de diversion. On citera deux modes courants et légaux :

- 1 – Cacher l’arme qui va être utilisée. Ex. : uppercut au corps après une couverture sur le côté opposé du coup qui va masquer l’arrivée et la nature du coup
- 2 – Porter une série de coups afin de déborder défensivement l’adversaire avant de s’attaquer à une cible précise. Technique dite de l’écran de fumée ». Ex. : travailler l’adversaire au corps juste avant de chercher à le toucher à la face.
Voir attaque différée et attaque imprévisible.
- Attaque différée : se dit d’une attaque déclenchée en décalage temporel par rapport au signal initial. Elle se présente comme une « amorce » d’attaque afin de réaliser une action volontairement retardée. Elle a pour effet d’induire en erreur l’opposant qui s’empresse de défendre lors du signal initial et qui n’est plus disponible lors de l’attaque réelle. À l’encontre d’une feinte qui est de nature stratégique très proche, l’attaque différée est seulement basée sur la notion de décalage temporel. Ex. : préparer un direct du bras arrière et l’envoyer un peu plus tard lorsque l’opposant a achevé sa défense. Voir aussi feinte, simulation et tromperie.
- Attaque directe : offensive portée par un seul mouvement. Les pratiquants débutants utilisent habituellement ce mode d’action très « lisible », ce qui peut, face à des combattants expérimentés, leur occasionner des contres.
- Attaque en aveugle : se dit d’une offensive portée sans vision réelle de la cible. Ex. : porter un overcut (drop) au corps à corps après avoir abaissé son centre de gravité.
- Attaque indirecte : Se dit d’une offensive précédée par un autre mouvement. Ce dernier a pour but de compliquer la tâche défensive adverse. Parmi les principaux modes d’attaque indirecte, nous trouvons : la liaison de coups (enchaînement de techniques, combinaison des différents segments, redoublé du même segment…), l’attaque composée (avec feinte ou provocation), l’attaque différée et l’attaque progressive (avec point de pression, sape…).
- Attaque musclée : Se dit d’une offensive portée avec beaucoup d’énergie. En boxe, elle  est souvent destinée à rechercher un K.O. chez l’opposant.
- Attaque provisoire : En anglais, « drawing » qui signifie « fausse-ouverture ». Attaque simple ou composée, réelle ou incomplètement réalisée, destinée à tromper l’opposant. Le principe stratégique, consiste à concentrer l’attention de l’opposant sur une attaque pour pouvoir découvrir d’autres cibles. On retrouve le principe utilisé dans les attaque avec diversion (feinte et fixation de cible) mais dans ce cas l’attaque est réellement portée comme dans l’attaque par sappage.
- Attaque simulée : Se dit d’une fausse action offensive (ou simulation d’attaque) dans le but de faire réagir l’opposant plus exactement de le tromper et ainsi utiliser le comportement adverse à son avantage. Dans le langage des sports de combat, on parle le plus souvent de feinte. Elle appartient aux techniques de tromperies plus exactement au registre de l’imposture. Voir feinte.
- Attaque téléphonée : On dit aussi « faxer son attaque ». Signifie qu’une attaque est trop facile à voir arriver par l’adversaire. Ainsi, ce dernier pourra défendre sans problème et même mieux, exploiter l’activité adverse. Le cas le plus fréquent est celui du combattant dont le jeu tellement stéréotypé qu’il est facilement « lisible » par l’adversaire qui peut prédire le type de coup qu’il va délivrer. Certains combattants sont experts dans l’utilisation de l’attaque adverse. En situation d’attentiste, ils sont capables de construire leur jeu compte tenu d’une activité visible ou prévisible. Dans l’exploitation de l’attaque adverse, on citera deux grands noms des poids moyens des années 2000 en boxe anglaise, l'Américain Floyd Mayweather et le Philippin Manny Pacquiao, capable de placer tous deux des coups de contre efficaces dans l'offensive adverse. Voir attaque robotisée.
- Attente (en)  : Période durant laquelle les deux boxeurs sont en passe d’engager une offensive. C’est le moment où s’effectue de nombreux calculs stratégiques avant l’échange technique proprement dit.
- Attentiste : en sport d’opposition, se dit d’un combattant qui laisse l’initiative à l’adversaire pour en tirer profit. Certains combattants sont spécialisés dans ce type de gestion dite « en attente » et leurs actions interviennent lors de l’activité adverse ou juste après. En sport de combat de percussion, on recense trois activités principales : le coup d’arrêt, le contre ou la riposte. Ex. en boxe : « faire le centre du ring » et attendre que l’adversaire s’approche pour le cueillir en coup de poing dans l’axe direct.
- Attirance (techniques d’…) : Désigne les activités de manœuvre destinées à amener vers soi l’adversaire. Différentes stratégies existent. Exemples : « fuir », « attendre l’adversaire sur les cordes », « baisser la garde », et d’une manière très antisportive, « une faiblesse passagère » (fatigue, blessure, incapacité), etc.
- Attitude de combat : désigne deux notions principales. D'abord la façon de se tenir en situation d'opposition (Façon d’être positionné, de se tenir, de s’orienter, d’être protégé ou en garde, etc., dans le combat - posture, garde, positionnement...) et d'autre part, la façon de se comporter du point de vue du comportement d'opposition (style utilisé, stratégie globale employée...). Ex. : on recense différentes attitudes de combat en boxe : garde de trois-quarts de face, garde de profil, garde en crouch (ramassée), garde basse, garde le poids sur jambe avant, garde le poids sur jambe arrière, garde en appuis très écartés, etc. Quelquefois, la position du corps peut indiquer les intentions d’un combattant à l’égard de son adversaire.  Ex. : une attitude de profil peut être le signe d’un travail d’esquive et riposte du bras avant ainsi de coups de contre. Voir aussi appuis, empattement et garde.
- Axe direct d’affrontement : aussi ligne d’attaque. Se présente comme la ligne imaginaire reliant deux protagonistes sur laquelle la grande majorité des actions se déroule. C’est donc le chemin le plus utilisé mais certains athlètes savent utiliser d’autres axes pour passer à l’offensive. Ex. : trajectoires obliques (diagonales), pas de côté, etc. On parle également de « couloir d’affrontement » pour désigner le chemin sur lequel se situent les appuis des deux protagonistes.

## B
- Balayage : action utilisée en sport de combat et art martial dans le but de déséquilibrer ou de faire chuter l'adversaire. C’est une technique de déséquilibre exécutée avec le pied (voire la jambe) sur le segment d’appui de l’adversaire. Elle peut être réalisée plus ou moins haute par rapport à l’appui au sol. Elle s’exécute dans différents axes (par l’extérieur, par l’intérieur, en avant, en arrière, etc.) de la jambe de l’adversaire. La définition la plus usuelle : « un balayage s’effectue au ras du sol, il est habituellement de petite amplitude, contrairement au fauchage de plus grande amplitude et plus puissant ». On trouve différentes « formes de corps ». Ex. : mouvement pendulaire de la jambe à partir de la hanche ou mouvement de fouet du genou. Les hanches peuvent être dans l’une des trois positions fondamentales (de face, de profil ou de dos).
- Battage : se présente comme une technique de neutralisation (anticipée) mettant en difficulté l’initiative adverse. Elle consiste à intervenir sur l'arme adverse, en la contrôlant (geste de détournement) pour l'empêcher d'agir.
- Blocage : en anglais  blocking. On parle aussi de parade bloquée. Geste défensif destiné à arrêter un coup en interposant une partie corporelle entre la cible visée et l’arme adverse. On distingue trois formes principales :

- le blocage dit « neutre » qui encaisse le coup,
- le blocage qui va à l’encontre du coup (télescopage),
- le blocage qui accompagne le choc adverse (absorption).
Il est exécuté le plus souvent avec l’avant-bras ou le bras. Voir également couverture et parade.
- Bluffeur : En boxe, se dit d’un combattant dont le comportement est trompeur et en quelque sorte roublard avant l’heure. Il faut se méfier des adversaires dont l’aspect général prête à confusion. Certaines attitudes peuvent faire douter un athlète au tempérament fragile : un adversaire qui monte avec rage sur le ring cherchant à impressionner son adversaire, un visage sévère et menaçant, un corps musculeux, etc. De tels comportements adverses peuvent faire perdre un match alors qu’il n’y avait pas lieu de s’alarmer. À contrario, un visage angélique peut cacher un combattant fougueux, un combattant aimable peut dissimuler un boxeur vicieux, etc. Le ring peut être une véritable scène de théâtre, un lieu d’illusion avec ses jeux de malice et d’ombre. Ainsi, l’entraîneur et le préparateur mental ont un rôle important à jouer dans l’éducation de l’athlète afin qu’il soit préparé à répondre à ce type de contrainte.
- Brisquard (vieux…) : le Petit Larousse de 2005, le définit comme : « soldat chevronné » et « homme d'expérience, astucieux et retors ». En sport, il désigne un combattant d’âge avancé dont l’expérience est source de malice.  Il a acquis les « ficelles » du métier : les stratégies du combat et la capacité à s’économiser. Les briscards sont habituellement difficiles à boxer même si leur condition physique n’a plus la fraîcheur d’antan.
- Brouillard (notion de…) : Désigne le caractère incertain et hasardeux et donc imprévisible du comportement adverse qui rend difficile la conduite des opérations de combat. Dans son traité intitulé De la guerre du 19e, Clausewitz souligne le rôle du hasard et de l’imprévu dans la conduite des opérations de combat (que l’on nomme « friction »). En plus, il précise aussi que les difficultés s’accumulent au fur et à mesure du combat et augmente ce phénomène de friction ou période de brouillard. Cette notion de « brouillard » dans laquelle la clarté des événements est donc réduite détermine la nature réelle du combat. Ce phénomène est généré par la somme des opérations à gérer, les difficultés du rapport de forces (danger, effort physique) et l’incertitude des événements. Voir enfumage.

## C
- Cadrage : technique dite de manœuvre de l’adversaire destinée à l’empêcher de déborder, c’est-à-dire de s’échapper sur les côtés (on parle d’échappatoire et de dégagement lorsqu’il était enfermé). Le but de l’opération est de garder l’adversaire dans un secteur géographique favorable à une offensive ou de l’acculer aux cordes pour l’immobiliser.

- La procédure habituelle de cadrage est la suivante : presser l’opposant vers les cordes, puis recentrer ses écarts pour l’empêcher de s’échapper et le « travailler » (attaquer des cibles), ou le laisser déborder pour mieux le « cueillir » (notion de piège).
- Les moyens de pressing sont : les pas de progression et les coups (simulacres, menaces, intimidation, ruades…) dans l’axe direct.
- Les moyens de recentrage sont les pas de côté et les attaques effectuées latéralement (on dit « couper la route »).
Ex. : amener l’opposant dans le coin en exerçant un pressing puis lui « couper la route » lors d’un dégagement pour éviter qu’il s’échappe sur les côtés afin de le travailler de près. Voir aussi immobilisation, placement de l’adversaire et contre-cadrage.
- Casser la distance : action qui consiste à se rapprocher de l’adversaire dans un but défensif ou offensif. Ce mode opératoire appartient au domaine de la neutralisation. En matière défensive, l’objectif peut être de réduire la capacité d’action à grande distance de l’adversaire. Ex. : venir oppresser et bousculer l’adversaire pour annihiler sa faculté à utiliser des coups d’arrêt. En matière offensive, l’objectif peut être de chercher à travailler de près (mi-distance ou corps à corps). Ex. : se rapprocher d’un adversaire dont la boxe au corps à corps n’est pas son point fort.
- Chasser le coup : un chassé est un geste de défense qui consiste à dévier le coup de sa trajectoire avec le gant ou l’avant-bras. « Chasser le coup » est une ancienne expression et elle est remplacée aujourd’hui par « dévier le coup ». Voir déviation et parade.
- Cheminée : chemin dessiné par la position des deux avant-bras dans la garde dite « classique ».
- Cibles (corporelles) : registre autorisé de zones corporelles à toucher (en assaut) ou à frapper (en combat au K.O. system) pour marquer des points. En compétition, pour remporter la victoire, le but à atteindre dans les conditions définies par le règlement est de « toucher des cibles ». Sur les cibles au-dessus de la ceinture, certaines cibles sont à privilégier dans le combat au K.O. system : la tempe, la mâchoire, le plexus solaire, le creux épigastrique et le foie.
- Client : désigne dans le jargon sportif un athlète performant. Voir également pointure.
- Coaching de coin : fonction essentielle destinée à encadrer le combattant au coin du ring en compétition. Réglementairement, le « coach » est là pour veiller à la sécurité de son « poulain » notamment pour le combat au K.O. où il peut arrêter le match à tout moment en jetant l’éponge sur le ring (la serviette plus précisément). Pour cela, il connaît les capacités et donc les limites de l’athlète dont il a la charge. Il peut accessoirement donner des soins, mais habituellement pour cette fonction un soigneur l’assiste. Son rôle principal réside dans le « conseil technique et mental » à l’athlète. Ses actions en la matière sont les suivantes :

- observer et analyser les comportements durant le match (phase diagnostique),
- établir un bilan global de la conduite de son athlète et adversaire (phase de synthèse),
- donner des informations et consignes à son athlète durant le match et pendant la minute de repos à propos des actions à mettre en place et précisément des aides aux problèmes rencontrés (phase de conseil).
Les conseils doivent être simples, peu nombreux et en rapport avec les compétences de l’athlète. Il est certain qu’on ne peut exiger d’un combattant un comportement non maîtrisé à l’entraînement au risque de le perturber. Ainsi les conseils portent sur l’utilisation des points forts de l’athlète, sur la capacité à régler les problèmes essentiels et sur la motivation de l’athlète (voire sur-motivation).
- Combatique : « Ce courant de recherche a pour l’objet l’étude de l'acte d'opposition » (Delmas, 1973).  La combatique constituée en discipline de recherche appartient au groupe des sciences du combat. Ces dernières sont nées dans les années 1970 dans l’intention de parfaire la connaissance des différentes pratiques d’opposition sur différents angles (historique, anthropologique, sociologique, psychologique, physiologique, etc.). Elles s’intéressent aux confrontations en tous genres, aussi bien aux conflits armés (domaine militaire), sociaux (domaine privé ou commercial) que ludiques (sports d’opposition - individuels ou collectifs, jeux de société et jeux vidéo). 
Plus particulièrement pour les sports de combat, la combatique rend compte des phénomènes observés dans les situations d’opposition. Elle se présente comme une science et élabore une connaissance fondamentale avec ses propres concepts et se détache de toute préoccupation pratique (technique). On assiste depuis les années 1970, avec cette nouvelle discipline, à une sorte de révolution sur la manière de comprendre l’acte d’opposition. 
Pour situer la portée réelle de cette discipline, nous citerons un exemple de mémoire de recherche de 1979. Il tente de cerner, dans le domaine des sports de combat, les actions offensives (nature et fonctionnement). L’observation de terrain, fait apparaître différentes classes d’actions que l’on qualifiera de « fonctionnelles » en rapport direct avec les variables et constances du comportement. L’auteur fait remarquer que la plupart du temps « (…) l’acte offensif s’analyse en termes de capacité à créer de l’ « incertitude » portant essentiellement sur les composantes anatomiques (« formes de corps », « armes » utilisées et « cibles » visées). Cette analyse « primaire », dit-il, de l’acte d’opposition à une incidence majeure dans l’enseignement sportif de grandes fédérations. Or, l’utilisation de ce modèle pour l’apprentissage engendre de nombreux comportements stéréotypés (sortes d’ « habitus » comportementaux qui nuisent à une authentique gestion de la confrontation). En effet, l’observation minutieuse de l’acte d’opposition, fait apparaître l’existence d’autres types de comportements en dehors de ceux relevant d’une création d’« incertitude » d’ordre anatomique. En effet, on recense notamment des programmes liées à la « physiologie » des actions : actions indirectes, activités corollaires, etc. (…) dont les mécanismes s’appuient sur des stratégies pertinentes. Du point de vue de son application pratique, la connaissance de ces données et leur exploitation amènent à une meilleure gestion de la confrontation (adaptation à l’adversaire et construction d’un jeu rationnel).
- Combaticien : « Chercheur spécialisé en combatique. Cette discipline appartient au groupe des sciences du combat qui ont pour objet d’étudier d’une manière scientifique les pratiques d’opposition » (Delmas, 1973). Tout particulièrement dans le domaine des sports de combat, le chercheur s’intéresse à l’acte d’opposition (duel sportif). Il rend compte des situations de confrontation et des conduites des pratiquants (actions interindividuelles) et étudie les faits observés pour les interpréter (signification des conduites, élaboration de modèles et théories explicatives).
- Combat-test : cette expression revêt plusieurs notions. D’abord, il s’agit d’un « test-match » à l’occasion d’un tournoi officiel, effectué par les athlètes de haut niveau, en amont d’une grosse échéance. Le « combat-test » sera suivi d’un bilan de match (bilan des compétences). D’autre part, le « combat-test » est une forme d’opposition effectuée à la salle d’entraînement, avec des sparring-partners de niveau équivalent, destiné à évaluer le niveau de l’athlète bien avant un match. Il permettra dans le cadre d’une concertation entraîneur/boxeur de tirer des conclusions sur les comportements observés ; notamment à l’aide d’un support vidéo.
- Combinaison (fausse…)  : Combinaison d’attaque qui utilise une « contre logique » (ou fausse logique). En raccourci, « fausse combo ». Ex. : En boxe anglaise, après un jab, un adversaire peut s’attendre à l’arrivée d’un cross et il n’en est rien. Le jab (quelquefois répété) peut être utilisé pour obliger l’adversaire à protéger les cibles frontales et ainsi ouvrir des « portes » latérales. Dans ce cas, une fausse information va induire une fausse représentation (idée) chez l’adversaire et ainsi favoriser une tromperie.
- Combinaison : En anglais, « combination » en raccourci, « combo ». Désigne les enchaînements de coups (d’actions) réalisés dans le but d’intégrer des automatismes à vocation stratégique (oui, la boxe n’est pas un jeu de hasard). On travaille des combinaisons d’attaque et de contre-attaque. Ces dernières sont étudiées à l’entraînement à l’aide de routines (certains disent réaliser des gammes comme on joue d’un instrument que l’on appelle quelquefois « combo »), c’est-à-dire répéter des mini-enchaînements prédéterminés ou des schémas tactiques en réponse à des sollicitations particulières. Ex.1 en boxe : enchaîner un uppercut puis un crochet en changeant la hauteur de frappe. Ex.2 en boxe : répondre par des crochets au corps après avoir esquivé des coups à la face. On constate très souvent en compétition, que certaines liaisons d’actions ne sont pas toujours adaptées à la situation en présence parce que trop instinctives (on dit « stéréotypées »). Mais, ce défaut peut être gommé en travaillant sur l’adaptation de ces combinaisons à des comportements adverses.
- Come-back : Qualifie le retour à la compétition d’un boxeur. Habituellement en compétition, le « come-back » se manifeste par un match de reprise contre un adversaire considéré comme inférieur. Cela pour permettre au « revenant » de « retrouver ses marques ».
- Compartiment de jeu : désigne une partie du jeu observable en situation d’opposition. Les compartiments de jeu correspondent à deux domaines principaux de maîtrise : l’attaque des cibles adverses (surnommée « offensive ») et la défense de ses propres cibles (ou « défensive »). Pour ce dernier domaine, une compétence s’imbrique, l’« attaque répondant à une attaque de l’adversaire » (ou appelée « contre-offensive »).
- Compétences principales de jeu : Une compétence est un « degré de maîtrise de savoirs et de savoir-faire » (Sarthou, 2003). Ce terme est souvent utilisé comme « synonyme d’habileté et généralement associé à celui de capacité » (Dugal, 1992). Le GAIP de Nantes (1990-91), la définie comme « une excellence virtuelle, autrement dit comme une capacité stable, intériorisée qui n’a de valeur que parce qu’elle peut se manifester dans une pratique, à un niveau de pratique donné ». Pour Meirieu (1990), c’est un « savoir identifié mettant en jeu une ou plusieurs capacités dans un champ notionnel ou disciplinaire déterminé ». Pour simplifier, il s’agit « d’une expertise, d’un savoir-faire développé par un sujet dans une situation ou une catégorie restreinte de situations (…) et mettant en jeu plusieurs capacités » (Dugal, 1992).

En sports de combat, on parle de « conduites-types, de procédures standards et de types de raisonnement développés par un sujet permettant de faire face aux différentes situations d’opposition » (Delmas, 1975). Les compétences concernent la possibilité acquise, par l’athlète dans les différentes phases de l’opposition, de réaliser des actions de conduite et de construction du jeu (d’adaptation à l’adversaire, de recueil d’information, de prise de décision, de manœuvre de l’opposant, etc.). On en dénombre un bon nombre et notamment, la compétence à organiser son jeu en vue de défendre ses propres cibles, la compétence à construire la cible adverse (à attaquer), la compétence à exploiter l’activité adverse et la compétence à gérer son potentiel physique et psychique. Elles se manifestent par des comportements de maîtrise (habiletés) : réactions appropriés à un comportement, réponse adaptée, conduite d’une stratégie, prise d’information et utilisation des données, etc. Ces compétences mettent souvent en jeu plusieurs capacités. Par exemple pour la compétence à défendre, nous trouvons la capacité à adopter une attitude de vigilance et de disponibilité immédiate, la capacité à voir l’attaque adverse se dessiner et à esquiver les coups adverses, etc.
La compétence, c’est la preuve apportée "que l’on sait" ou "que l’on sait faire" quelque chose. Elle se traduit en sport par la réalisation d’une performance. Contrairement à l’habileté qui est spécifique à une tâche, la compétence renvoie à une expertise plus vaste. Ainsi, elle fait dire d’un boxeur : « il sait boxer ». Dans les sports d’opposition, on recense cinq types principaux de compétences (voir tableau des compétences principales de jeu ci-dessous).
- Conduite du jeu : désigne les actions par lesquelles un pratiquant s’adapte aux situations en présence (adaptation) et la manière dont il procède pour piloter les opérations de match compte tenu des choix effectués avant le match (plan tactique). Cette compétence vise la mise en place de trois objectifs : imposer son propre jeu à l’adversaire, s’adapter à l’adversaire et utiliser (exploiter) l’activité adverse.
- Conduite typique : expression utilisée dans l’enseignement de la boxe pour qualifier les comportements des pratiquants en apprentissage et en situation duelle. Certains comportements « types » peuvent être observés et expliqués.  Par exemple pour des préadolescents, après une période d’apprentissage d’un trimestre à raison d’une séance par semaine que peuvent être les comportements observables en assaut libre ? Plus précisément que savent-ils faire ? Comment s’organisent-ils pour atteindre des cibles et/ou ne pas être atteint ?
- Configuration de l'opposition : désigne l’aspect général que revêt la confrontation. En sports de combat, elle décrit le caractère particulier de l’opposition en cours ; plus exactement la nature de la confrontation et les éléments constituants (équilibre des forces en présence, opposition de styles, précédent entre les protagonistes, probabilité de scénario, etc.).
- Construction du jeu : on dit d’un combattant qu’il « construit » lorsque celui-ci utilise certains procédés plus ou moins élaborés pour atteindre des cibles adverses ou déséquilibrer son adversaire. Cette manière de faire s’oppose à celle qui consiste à porter des attaques directes, donc trop voyantes, qui ne pourraient peut être pas aboutir. « Construire, v.t. : Elaborer, concevoir (qqch) dans le domaine intellectuel. » (Dictionnaire Le Petit Larousse, 1995). Construire le jeu en sport d’opposition se traduit par la capacité à décider d’actions de jeu à partir d’un ensemble d’éventualités dans les phases de jeu. Elle concerne aussi bien le compartiment offensif que contre-offensif. Ce domaine touche la notion de stratégie à prévoir et de tactique à mettre en place. En boxe, on dit d’un combattant qu’il « construit » lorsque celui-ci utilise certains procédés plus ou moins élaborés pour atteindre des cibles adverses. Ex. en boxe : utiliser le jab du bras en dominance d’action pour trouver des opportunités (des ouvertures de cible en l’occurrence). 
En matière de construction du jeu en sport de combat, on distingue deux types de fonctionnement opposés et complémentaires, le mode intéro-centré et le mode extéro-centré. Dans le premier mode, les actions sont construites par rapport aux ressources de l’athlète et tiennent compte le plus souvent que de son mode de fonctionnement personnel (interne). À contrario, dans le second mode, en plus de l’utilisation de ses ressources intrinsèques, l’athlète s’approprie le comportement d’autrui (éléments externes) pour l’utiliser et donc gérer (construire) son jeu personnel. Ainsi, on parle dans ce second mode, de capacité d’adaptation à l’adversaire et d’exploitation du jeu adverse. Toujours dans le second mode de fonctionnement, du point de vue de la construction offensive, cette manière de faire s’oppose à celle qui consiste à porter des attaques directes, donc trop voyantes, et qui ne pourraient peut être pas aboutir. On peut situer trois catégories de construction du jeu offensif :

- « Enchaîner des actions », souvent un nombre important de coups afin de prendre à défaut l’adversaire (on dit « déborder »). Ce qui a pour but de mettre en difficulté l’opposant pour défendre ses cibles. Ex. en boxe anglaise : coup redoublé de la même arme, liaison des deux segments, changement de hauteur de cible.
- Organiser un jeu pour mettre en défaut l’opposant : jeu de manœuvres et manipulations de toutes sortes. Différents procédés sont envisageables : effet de contraste, diversion, effet de surprise, dissimulation, etc. On trouve la fixation de cible (feinte d’arme ou de cible, point de pression et sape), la provocation, le pressing physique, le cadrage et faux-cadrage, etc.
- Chercher à atteindre certaines cibles « en utilisant l’activité adverse » et en « exploitant les caractéristiques de l’opposant ». Ex. : porter les actions à des moments opportuns (attaque dans l’attaque ou attaque sur le retour en garde adverse) ou casser la distance avec un adversaire longiligne afin de neutraliser ses actions à grande distance. « Enchaîner des actions » pour « déboussoler » l’adversaire, « utiliser l’activité adverse (opportunités : faiblesses et fautes) et « exploiter les caractéristiques de l’opposant (morphologie, latéralité et psychisme », « posture adverse (garde, position) », manœuvrer l’opposant (tromperies, pressing, manipulation).
- Continuation de l’action : on dit aussi « enchaîner ». Désigne une action offensive prolongée, qui peut être un doublement de la même action ou bien une liaison avec une action de nature différente. Ex. : après un crochet non abouti à la face, enchaîner par un uppercut au corps. Voir aussi le suivi.

Contraindre (l’opposant) : c’est une « activité intentionnelle » des plus importantes car celle-ci va réduire le champ d’action adverse et ainsi le risque encouru (réduit aussi le champ d’incertitudes) lors d’attaques prévisibles, voire favoriser l’offensive adverse à son avantage. Elle appartient au domaine de la manœuvre et de la « mise en sécurité ». Différents modes sont parallèlement utilisables pour contraindre l’opposant, notamment : 
- Contrainte par neutralisation : empêcher le développement de l’attaque adverse soit par un effet physique ou/et psychologique.
- contrainte par invitation : télécommander un comportement à exploiter.
- Contre : action de contre-offensive déclenchée pendant l’attaque adverse.  Contrer l’adversaire : c’est attaquer dans l'attaque adverse. 
Ce procédé d’ « initiative sur initiative » requiert des facultés d’anticipation et d’automatisme ainsi qu’une grande vitesse d’exécution. Le contre peut intervenir : 1/ au démarrage de l’attaque adverse, 2/ pendant l’offensive adverse et avant qu’elle aboutisse, 3/ sur le retour de l’attaque adverse (ici se confondant avec une riposte précoce). Un exemple en boxe, le cross-counter qui croise un coup adverse au même instant. À l’entraînement l’apprentissage de cette habileté s’appelle la « leçon de contres » où les attaques adverses sont annoncées à l’avance.
- Contre-attaque : voir riposte.
- Contre-communication (motrice)  : On parle de contre-communication1 lorsque l’information est volontairement altérée ou déformée afin de transmettre un message erroné au récepteur. En sport d’opposition, on parle de tromper l’adversaire et cette notion appartient au domaine stratégique. Elle se retrouve notamment en haut niveau de pratique où quelquefois l’enjeu du match réside dans l’obligation à utiliser d’autres canaux de communication pour s’opposer ; cela parce que les athlètes experts sont capables de « lire » facilement des actions non codées et donc de réagir rapidement. Les actions de tromperie deviennent corolairement le garant de la réussite en haut niveau, d’ailleurs certains combattants usent essentiellement de cette forme de jeu. Au même titre, que l’exploitation pertinente de l’information prélevée sur l’autre, un travail sur la « création de fausses informations » va engendrer pour l’autre une situation d’incertitude offensive plus importante. En termes de contre-communication, on parle souvent d’utilisation de logique différente, qui se concrétise par des actions de manœuvre (attaque illogique, combo inversée) mais les plus connues sont les techniques de manipulation de l’opposant - catégorie des tromperies : fausse-attaque (feinte), faux-profit (invite, contre-cadrage, leurre, piège). Ex. en boxe : [A] feinte en cross pour créer une ouverture adverse (ou une réaction) pour placer un crochet du bras avant.
- Contre-offensive : « offensive répondant à une offensive de l’adversaire » (Petit Larousse de 2000). Notion à ne pas assimiler exclusivement avec celle de contre-attaque, car « contre-attaquer c’est passer de la défensive à l’offensive » (Petit Larousse de 2000). D’autre part, effectuer une action contre-offensive ne s’arrête pas à défendre (notamment à défendre « passivement ») mais c’est adopter un statut d’attaquant.
Dans les manifestations de la « contre-offensive », nous trouvons les actions offensives qui interviennent pendant ou après l’attaque adverse ; auxquelles on peut rajouter celles qui interviennent juste avant l’offensive adverse.  Elles ont pour but soit d’annihiler l’offensive adverse soit d’utiliser l’attaque cette dernière à notre avantage.
- Contre-prise : technique de préhension qui utilise le principe tactique du contre au corps à corps consistant à utiliser l’attaque adverse à son avantage. Elle est quelquefois liée à une action de surpassement. Ex. : (A) porte une technique de projection de hanche et (B) surpasse la prise, au moment de l’attaque adverse, pour placer une projection de hanche du même côté.
- Contrôle corporel : action qui consiste à maîtriser certains secteurs du corps adverse lors d’un corps à corps. Lors d’un corps à corps, il est nécessaire de se garantir de points de contrôle (sécurité) sur des zones précises de l’adversaire et à plusieurs niveaux (trois hauteurs : épaules, torse, bras et bassin adverse) dans le but : de se prémunir d’une action adverse (de la sentir arriver), d’éviter une action adverse (neutralisation anticipé) d’éviter une échappatoire adverse. Voir neutralisation.
- Couloir direct d’affrontement : désigne le chemin sur lequel se situent les appuis des deux protagonistes. On parle également de chemin d’attaque. Voir aussi axe d’affrontement.
- Coup tournant : ou « technique en tournant sur soi-même ». Les anglophones parlent de « turning » et de « spinning ». Geste de frappe utilisant une rotation sur un appui (pivot) pour délivrer un coup ou une projection. Ces techniques s’exécutent dans les deux sens de rotation :

- À l’endroit, c’est-à-dire la rotation effectuée la poitrine en premier. Ex. : le roundhouse-kick ;
- À l’envers c’est-à-dire le dos en premier (appelé également « technique retournée »).
On trouve des techniques de bras (coup de poing ou coup de coude retourné), des techniques de jambe (coup de pied et des coups de genou retourné) et même des techniques de tête et d’épaule pour les boxes ancestrales. Ex. : le coup de poing retourné en anglais « spinning back-fist ». Technique interdite en compétition pour sa dangerosité (en Europe, notamment dans la plupart des boxes pieds-poings.
- Couverture : « se couvrir » c’est se garantir de l’attaque adverse à l’aide d’une protection avec le gant et le bras (appelée couverture). La couverture n’est pas qu’une activité défensive mais effectuée à titre préventif dans sa propre offensive (notion de mise en sécurité), ce qui évitera dans ce dernier cas de prendre un coup de contre. On parle d’engagement « couvert » ou à contrario de se découvrir en attaquant ; et on entend très souvent, au bord des rings de la part du coach, l‘expression : « monte ta garde ! ».
- Cramé (il est…) : aussi « il est carbo ! » ou « il est cuit ». État physique d’un athlète partiellement défaillant à la suite d'un effort physique violent. C‘est souvent le cas de sportifs inexpérimentés qui ne savent pas doser leur effort et s’engagent de plain-pied dans la filière énergétique dite « anaérobie lactique ». Ce type de contraction musculaire a pour effet de produire des « lactates » dans l’organisme et pour conséquence de ralentir la faculté à poursuivre un effort intense. L’évacuation des lactates dans le corps prend habituellement plus de temps que la durée effective du combat. Le coach à son poulain : « Vas-y mon p’tit ! Tu peux passer la cinquième vitesse car il s’est grillé ! ».
- Créer des ouvertures : c’est l’objectif principal des actions de construction du jeu. Différent moyens et procédés permettent de libérer des cibles : les combinaisons des gestes offensifs (enchaînement) et les techniques de manœuvres qui vont mettre en difficulté défensivement l’adversaire.
- Crise de temps (créer la…) : est une intention tactique de boxeur expérimenté, désireux de se donner du temps pour mieux atteindre des cibles adverses. Nous trouvons deux habiletés en la matière :

- Masquer son intention offensive (en évitant des mouvements parasites, en cachant le départ du coup ou en créant de l’incertitude par une variété des formes d’attaque)
- Donner une fausse information offensive (à l’aide de techniques de tromperie : feintes, leurre, etc.).
- Crochetage : technique de saisie destinée à immobiliser un membre de l'adversaire soit pour le verrouiller soit pour le déséquilibrer.
- Couper la route à l’adversaire : c’est empêcher l'adversaire de s'échapper par une « porte » latérale.
- Cueillir à froid : Expression générique souvent utilisé en sport pour signifier qu’un athlète a subi une passe difficile en début de rencontre. En boxe, « se faire cueillir à froid » c’est prendre un mauvais coup en début de match ou pire se faire mettre au tapis dès les premières minutes. Certains combattants sont fragiles dans la période dite d’observation (round d’observation) car plutôt longs à rentrer dans le match. Certains stratèges utilisent cette opportunité pour gagner rapidement le match par hors combat.
- Cuit (Il est…) : en langue verte. Signifie qu’un combattant est épuisé par ses précédents efforts. Dans ce cas, il reste à son adversaire à en tirer l’avantage. Voir cramé (Il est…) ou cuit (Il est…).
- Cut-man : (Ang.) soigneur dans les activités de type boxes sportives. Homme chargé d’intervenir, à la minute de repos, sur des blessures qui pourraient compromettre la suite d’un match. Plus précisément, avant le match, il a pour mission, de veiller à la prévention des risques (coupures, hémorragies, ecchymoses…) en utilisant un corps gras sur les zones à risque. Entre les rounds, il apporte des soins immédiats sur des éventuelles blessures pour éviter leur aggravation. Cela en appliquant des solutions substances tolérées par le règlement (cryothérapie avec « patine d’argent » sur les zones enflées et tuméfiées, solution hémostatique et pansement compressif sur une plaie, etc.). Pour l’encadrement d’un match professionnel, sa présence se monnaye avantageusement particulièrement à l’occasion d’un titre continental ou mondial.

## D
- Débordement : sortie complète du couloir d’affrontement. « Déborder », se dit aussi d’une échappatoire latérale à la suite d'une tentative d’immobilisation de l’adversaire par exemple dans un coin du ring. Outre de nature défensive, le débordement est aussi une activité offensive. Certains boxeurs à la recherche d’angles d’attaque différents de l’axe direct arrivent à placer des contre-attaques efficaces et surprenantes après un pas de côté. Lorsque le boxeur fait le tour de son adversaire, on parle plutôt de contournement, question de terminologie ! Voir aussi : décalage et pas de côté.
- Décalage : placement du corps hors de l’axe offensif adverse par déplacement d’un ou de deux appuis. Mais ce terme n’a pas une assise conceptuelle ferme. Certains auteurs le définissent comme le placement d’un seul appui en dehors du couloir d’affrontement. On parle de « décalage intérieur » lorsque le déplacement s’effectue dans le secteur d’action adverse et de « décalage extérieur » lorsque le déplacement s’effectue en dehors du secteur d’action adverse.  Ex.  Après un pas de décalage, riposter en uppercut sur le flanc adverse. Voir débordement et pas de côté.
- Décision d’action : (Fr) Vocabulaire de sport. « Acte par lequel quelqu'un opte pour une solution, décide quelque chose ; résolution, choix. » (Dictionnaire Le Petit Larousse – édition 2010). C’est une notion essentielle propre aux activités sportives où le choix d’action détermine une grande part de la réussite. Elle prend une dimension importante dans les sports dits de duel (sports collectifs et activités individuelles de type raquette et combat avec ou sans arme). Elle se définit en sport de combat par « la détermination d’une conduite propre à la résolution d’une action prévisible adverse ou incertaine (incertitude d’une situation). Elle se manifeste par le choix d’une conduite motrice dont la finalité est la réussite. Elle prend place dans le plan d’action (plan stratégique) dont le but est l’adaptation à l’adversaire, l’exploitation des caractéristiques et comportements adverses, et la manœuvre de l‘adversaire. » (Delmas, 1981).

Exemple dans le domaine de la résolution de problème (notamment sur le plan de l'adaptation à l’adversaire dont le profil est connu) : 
- Données sur l’adversaire : l’opposant est plus petit avec moins d’allonge plus exactement. Il fait du pressing pour rechercher le corps à corps.
- Choix d’action : Item n°1/ combattre à reculons au cas où l’adversaire ne voudrait pas rompre. Item n°2/ garder l’opposant à distance longue pour l’empêcher de construire de près et le travailler avec des coups d’arrêt. Item n°3/ utiliser le principe stratégique de « toucher et tourner » (« Hit’n run ») pour éviter d’être « coincé contre les cordes ».
- Défense : ensemble des comportements destinés à faire échec à l’offensive adverse. Se garantir contre les attaques adverses se présente comme un des trois objectifs principaux à atteindre dans les sports de combat de percussion à côté d’attaquer les cibles adverses et d’utiliser l’action adverse à son propre avantage. Elle se résume par un ensemble d’actions destiné à faire échec à l’offensive adverse, comprenant les blocages de coups, les déviations de coups, les esquives de coups et les déplacements (mobilité pour ne pas être atteint). On peut rajouter, pour certaines boxes pieds-poings, la défense contre la tentative de projection de l'adversaire.

On distingue plusieurs objectifs de défense :
- La simple mise en sécurité de ses propres cibles, quelquefois réalisée en urgence (dite défense passive : couverture neutre, blocage neutre, etc.) ;
- La réalisation d’actions destinées à utiliser l’activité adverse à son avantage (appelée par certains auteurs, défense active).
En matière de « défense active » on trouve :
- le blocage déviant ou la parade chassée dans le but de déséquilibrer, le blocage absorbant, l’esquive - pour ces trois formes liés à des ripostes simultanées ;
- puis le coup d’arrêt suivi également de ripostes ;
- la mise en difficulté de réalisations offensives adverses (par le raccourcissement ou l’augmentation de la distance, par le verrouillage des armes adverses, par une déstabilisation à base de techniques de menace, de leurre, etc.).
Ces deux derniers objectifs nécessitent des qualités d’initiative, d’anticipation et d’à-propos. Pour dépasser un cliché qui dit "la meilleure défense, c'est l'attaque", on dira : Le but à atteindre serait d’être capable de défendre et de contre-attaquer (riposter) dans toutes les positions avec le moindre risque.
On distingue trois catégories de défense :
- la défense dite « classique » ayant pour but d’annihiler l’action adverse (ex. : « couverture », parade bloquée, parade opposition...) ;
- la défense dite « active » favorisant l’utilisation de l’action adverse (ex. : absorption de choc, coup d’arrêt, parade-chassée ou déviation, dégagement) ;
- et la neutralisation ou activité d’anticipation ayant pour but d’empêcher le déclenchement de l’offensive adverse.
- Défense active * : se dit d’une activité évitant de subir l’offensive adverse et ayant pour but d’utiliser l’action offensive adverse à son propre avantage. A contrario d’une défense dite classique se contentant tout bonnement de défendre. Selon le proverbe : « la meilleure défense c’est l’attaque ». Ex. : (A) porte un coup d’arrêt lorsque son adversaire approche.
- Défense passive* : On parlera plus précisément d’une défense « neutre » contrairement à une défense dite « active » où l’activité adverse est amoindrie voire exploitée. Dans la « défense passive », l’activité adverse est subie quelque peu. Les modes principaux sont les suivants : encaissement des coups par une couverture de cible (avec les gants et les bras) et blocage de coup sans incidence sur l’adversaire.
- Dégagement : action défensive consistant à quitter une zone géographique à risque ou un corps à corps afin d’éviter une activité adverse dangereuse. Le changement de place est destiné à se dépêtrer d’une situation d’immobilisation (de fixation) provoquée par l’adversaire (soit un corps à corps, un accrochage, un emprisonnement dans un coin ou sur les cordes, etc.). Le plus souvent le dégagement est réalisé avec un pas de côté combiné à une action de bras. Cette habileté appartient à un ensemble appelé « techniques d’évasion » (échappé, délivrance, glissement, etc.).
- Dérobement : C’est soustraire une cible corporelle visée par l’adversaire ou effectuer un déplacement pour éviter d’être touché (notion de fuite). Voir esquive, évasion.
- Désaxage : c’est un décentrage du buste hors de l’axe direct d’affrontement sans déplacement des appuis. On parle le plus souvent de désaxage oblique. Cette activité est nécessaire pour éviter d’être touché lors d’une offensive ou lors d’une contre-offensive (riposte ou coup de contre).
- Déséquilibre (action de…) : activité destinée à faire perdre la stabilité voire à projeter l’adversaire. Différentes actions de base coexistent : l’allègement, le balayage de l’appui, la poussée, le soulevé, le tassé, le tiré, la torsion, etc.
- Déstabilisation : déstabiliser signifie perturber la construction du jeu adverse par le biais de manœuvres diverses. Cela dans le but de mieux construire son jeu personnel et d’utiliser le comportement adverse à son propre avantage. Pour vaincre l’adversaire, il est possible d’utiliser la démarche suivante : créer un rapport de force favorable qui passe l’établissement d’un contrôle adverse et par l’initiative d’action.
- Détourner l’attention adverse : principe de combat classé parmi les techniques dites de tromperies. Les moyens employés pour distraire l’opposant sont : le bruit, les mouvements de segments ou de corps. Ex. : faux déplacement, fausse-attaque, simulation d’attaque brusque, etc.
- Déviation : aussi « parade déviante » ou « parade chassée » (on parle aussi de blocage déviant). Se dit d’une action défensive destinée à détourner l’arme adverse de sa trajectoire. Elle présente l’avantage de créer une ouverture dans la défense adverse voire de provoquer un déséquilibre corporel. Action à ne pas confondre avec le battement qui est une action similaire mais à but offensif (trouver une ouverture).
- Difficulté de la situation d’opposition : En sport d’opposition, « la difficulté est en rapport avec la quantité d’informations à traiter pour le contrôle de l’opposition (ou gestion de la confrontation) » (Delmas, 1975). On parle de niveau d’incertitude offensive lorsqu’on mesure la quantité d’informations à traiter dans un sport d’opposition.
- Dissimulation (… de l’attaque)  : Dissimuler l’offensive est un procédé qui consiste à cacher une attaque à son adversaire. Le procédé peut masquer juste le début de l’offensive ou carrément l’offensive complète. Dans le jargon des sports de combat et des arts de guerre, on dit « cacher-dégainer », ce qui a pour but de prendre de vitesse l’adversaire et correspond au premier principe stratégique : « chercher à surprendre l’adversaire ».
- Diversion (Technique de…) : Définition du Petit Larousse - édition 2011 : « Manœuvre ou procédé visant à attirer l'adversaire vers une zone ou un point différent de celui sur lequel on compte attaquer ».  La diversion est un procédé intentionnel dans lequel il s’agit d’occuper de l’esprit adverse vers d’autres horizons afin de favoriser l’accomplissement d’une autre intention. Elle appartient aux techniques de manœuvre en l’occurrence à la catégorie des tromperies. Il en existe de différentes natures :

- la diversion de nature offensive : c’est un procédé de simulation d’attaque qui favorise, dans un second temps la création d’une opportunité. Ex. : une feinte d’attaque sur une cible adverse entraîne une autre possibilité d’action offensive ;
- la diversion de nature contre-offensive : c’est un mode opératoire basé sur l’attaque télécommandée qui favorise, dans un second temps la création d’une opportunité Ex. : tendre un piège par le biais d’une fausse information va créer une occasion d’action offensive ;
- la diversion de nature défensive : c’est une activité qui a pour but de mettre en sécurité (protéger). C’est un mode opératoire qui pour but de diriger l’esprit de l’opposant vers d’autres fins afin de masquer un état (un point fort, une faiblesse, une blessure, etc.).  Ex. : leurrer l’adversaire en simulant une fatigue va donner une occasion offensive).
- Dominance d’action  : « Type d’activité dit majeur qui l’emporte dans la production d’actions de nature différente. » (Delmas, 1975). Souvent cette façon d’agir fait obstacle à l’expression des autres formes de conduite et notamment celles d’ordre adaptatif. En conséquence, ce comportement dit « dominant » amène souvent à l’exécution d’actions stéréotypées. Ex. en boxe : pour construire son jeu, un combattant qui utilise en majorité le jab* et le cross dans un travail à grande distance peut oublier les avantages d’un travail à courte distance ou au corps à corps.

## E
- Économie des efforts : En sport, selon l’expression consacrée on dit : « ne pas laisser du jus pour rien ». Acte par lequel l’athlète calcule ses efforts afin de ne pas dépenser de l’énergie inutilement (se fatiguer pour rien). C’est-à-dire en boxe, ne pas donner des coups pour rien et ne pas mettre trop d’intensité dans les attaques afin de pouvoir durer ; et cela jusqu’à la fin du temps réglementaire. Du point de vue de la dépense énergétique, il s’agit de ne pas « bruler du carburant » plus précisément, « ne pas donner des coups dans le vide » (appelé « déchets »). Ou bien basculer dans un régime énergétique dit « alactique » (appelé « zone rouge ») qui bloque la contraction musculaire.
- Embrouilleur : en boxe, se dit d’un combattant qui par ses actions sème la confusion dans l’esprit adverse. Certains boxeurs par leur attitude sur le ring savent déstabiliser leur opposant et dérégler une boxe adverse qui aurait pu être efficace. Pour cela, ils utilisent des procédés et des manières de faire que l’on qualifie de supercheries et de tromperies (bluff, moqueries, sourires, ruses, etc.). Voir aussi bluffleur  et truqueur .
- Enchaîner : c’est lier des actions en attaque et également en défense. En boxe, enchaîner c’est donner plusieurs coups à la suite. Lier des techniques permet de trouver des ouvertures car elles ont pour effet de créer de l’incertitude défensive chez l’opposant (cela déborde l’adversaire). Les enchaînements peuvent être constitués de séries des deux mains ou de gestes redoublés du même bras. Les coups peuvent être variés, sur des hauteurs et des cibles différentes. Ex. : enchaîner jab puis un crochet long du bras avant avec gain de distance entre les deux gestes peut permettre de trouver une ouverture sur une « porte » latérale. Voir aussi : « combinaison » et « routine ».
- Entropie : Constitue une mesure de la quantité moyenne d’informations fournies par un ensemble d’événements. Plus la quantité d’informations sera élevée plus l’individu aura à traiter d’informations et plus il aura à lever l’incertitude.
- Esquive : aussi « évitement ». Déplacement (retrait) de tout ou d’une partie du corps pour éviter d’être atteint par le coup adverse. Elle est l’apanage des boxeurs expérimentés et la forme de défense par excellence, permettant des ripostes par des coups puissants. On trouve six types usuels d’esquive : la flexion latérale (inclinaison du tronc ou désaxage), l’esquive en torsion (retrait par rotation du tronc et extension dorsale), l’esquive par-dessous (verticale ou rotative), le retrait de buste en arrière (par extension dorsale, le pas de côté (décalage, en anglais side-step) et le pas de retrait (déplacement en arrière, en anglais back-step).
- Évasion (Techniques d’…) : ensemble de comportements destinés à sortir d’un contrôle corporel de l’adversaire, d’un« emprisonnement » contre les limites de l’espace de jeu (Ex. en boxe : contre les cordes ou dans le coin du ring). On trouve les actions de délivrance d’un corps à corps ou de dégagement d’un cadrage « serré » ou d’un enfermement dans l’angle de l’espace de jeu.
- Éventualités (de match) : ensemble de situations prévisibles lors d’un combat compte tenu des informations dont on dispose sur l’opposant. Plus concrètement, ce sont les comportements adverses auxquels on peut s’attendre, sans en être sûr réellement (comment l’adversaire va se comporter en attaque et en défense ? comment il va agir et réagir ?). On peut les répertorier, du moins pour les plus probables afin d’envisager des comportements adaptatifs. Compte tenu des informations recueillies (recueil de données) chez l’adversaire et sur la base d’actions prévisibles adverses (coups prévisibles, façon d’aborder le combat, stratégies mises en place, style de combat utilisé, etc.), le jeu pourra être organisé afin de ne pas être pris au dépourvu. Ainsi, des scénarios de combat peuvent être envisagés et un répertoire de réponses (appelées des possibles). Ce travail de planification est de l’ordre du plan tactique. Voir incertitude et scénario de combat. On recense :

- Les éventualités de défense adverse
- Les éventualités d’attaque adverse
- Les éventualités de contre-attaque et de contre.
- Évitement : d’après le dictionnaire Le Petit Larousse de 2005, éviter c’est « échapper, parer à (quelque chose de nuisible ou de désagréable) ». En sport de contact, on parle de réaction d’évitement, pour désigner une action de sauvegarde destinée à ne pas rester à la portée de l’adversaire. Dans la catégorie de défense par évitement, on trouve :

1/ À titre préventif, deux formes principales qui favorisent une mobilité constante des cibles potentielles :
- Le jeu de jambe ou déplacement permanent des appuis sur tous les axes. Ex. en boxe : tourner, hit-and-run ;
- Les mouvements de buste ou oscillation permanente du tronc dans tous les plans.
2/ À titre de défense instantanée, deux formes principales :
- L’esquive sur place c’est-à-dire un dérobement d’une partie du corps sans déplacement des deux appuis au sol. Exemples : retrait de buste en arrière, latéralement ou par-dessous, rassemblement des appuis ;
- L’esquive totale c’est-à-dire un dérobement de l’ensemble du corps. Exemples : pas de côté et pas de retrait.
- Exploitation : se définit comme la capacité à utiliser le comportement adverse à son avantage. Elle appartient le plus souvent à des boxeurs expérimentés. C’est une des intentions de jeu à développer prioritairement à l’entraînement à côté de deux autres : « imposer son propre jeu à l’adversaire » et « s’adapter à l’adversaire ». Elle requiert des fortes qualités de prise d’information (vista) et d’adaptation à la situation en présence (choix de réponse, timing, à-propos, etc.).
- Expertise de combattant : désigne le diagnostic destiné à évaluer un athlète en situation d’opposition. Une batterie de tests permet de rendre compte des compétences et capacités de l’athlète dont les résultats sont reportés sur une « fiche bilan ».  Dans ce diagnostic sont évaluées les principales habiletés de combat et qualités physiques. Pour chacune, un groupe d’indicateurs (grille d’évaluation) permettent de situer les secteurs de jeu à travailler et les qualités à développer, notamment au regard du futur adversaire à rencontrer. L’expertise a pour objet de renseigner l’entraîneur afin qu’il détermine les priorités de l’entraînement et élabore un plan de période.
- Exploitation (du comportement adverse)  : Exploiter, v.t. : « tirer parti, user à propos de… » (Dictionnaire Le Petit Larousse, 1995). Démarche qui consiste à tirer avantage de l’activité adverse. C’est la capacité à mettre en place des actions tenant compte des caractéristiques adverses et du comportement adverse (notion d’opportunité). Ex. en boxe : porter un contre au corps sur un adversaire qui travaille en coup de poing direct du bras avant. Voir aussi profit.

## F
- Façon de combattre : manière de faire propre à chaque individu et que l’on peut rapporter à des classes de « comportement-type ». Elle est propre à son tempérament, à son potentiel physique ou à ce qui lui a été enseigné par son école de boxe. Ainsi, on distingue : l’attentiste du fonceur et le technicien du frappeur, mais ce classement ne s’arrête pas là. On recense différents caractères variables pour chaque « typologie ». Par exemple, chez les styles « techniques » : boxer en coups longs, en coups d’arrêt, en coups de contre. Chez les styles  physiques: faire le forcing, boxer en crochets puissants « à la godille », chercher le  corps à corps, chercher le coup dur. Lorsqu’un combattant utilise sa façon habituelle de boxer (son style habituel), on dit qu’il est sur son « registre » ; cela à la manière d’un musicien qui répète ses gammes préférées. D’autre part, ce qui est appréciable dans un combat c’est l’opposition de styles.
- Facteurs de réussite en combat : se présentent comme les éléments-clés de la performance. On les classe dans différentes catégories : le groupe des capacités physiques (aérobie, explosivité, force…), des capacités mentales (maîtrise des émotions, motivation…), des capacités cognitives (adaptation, gestion de l’effort, planification, prise de décision, prise d’information, stratégies, timing…), les habiletés gestuelles, les habiletés technico-tactiques (gestion de la distance, procédure de découverte des cibles…), etc.
- Faiblesse : ce terme à plusieurs sens. Outre indiquer une déficience passagère (physique ou mentale) elle se présente, en sport, comme une partie défaillante du combattant (caractéristique morphologique ou psychologique ou bien un élément de la conduite). Ex. : le fait de tomber sur ses propres coups peut présenter un danger si l’adversaire sait utiliser cette opportunité. Voir point faible.
- Fausse garde : se dit d’un combattant en garde de gaucher, c'est-à-dire pied droit en avant et donc moins habituel. On dit également une « fausse patte ». L’entraîneur de boxe à son « poulain » : « Ne vois-tu pas que c’est une fausse patte ? Tourne donc de l’autre côté, si tu ne veux pas te faire cueillir avec sa gauche ! ».
- Fausse information (donner une…) : habileté des combattants chevronnés, elle concerne les intentions tactiques aussi bien offensives que contre-offensives. C’est un procédé stratégique qui consiste à donner une information erronée ou trompeuse permettant d’utiliser l’activité adverse qui en… et qui peut avoir des conséquences sur le futur comportement adverse. Elles ont pour but outre de « créer une crise temporelle » chez l’adversaire mais aussi de le perturber. Nous classons les fausse-informations en deux catégories :

- Donner une fausse information en attaque. Ex. : simulation de coup pour faire réagir ou feinte pour faire une diversion,
- Donner une fausse information en position d’attentiste afin d’exploiter l’activité adverse. Ex. : piège pour commander une offensive précise.
- Fauchage (Technique de…) : technique de projection consistant à supprimer l’appui au sol à l’aide, soit d’un geste de projection (dit de faucheur) soit d’un coup de pied de frappe. Généralement un fauchage se réalise au niveau de la cuisse adverse, mais il peut être réalisé plus bas sur la jambe ou plus haut sur la hanche. Ce geste est à différencier d’un geste qui a le même but, le balayage, qui lui se réalise plus bas (sur le pied ou le bas du mollet).
- Faux-cadrage : technique dite de manœuvre destinée à piéger l’adversaire à partir d’une fausse information. Il s’agit après un cadrage de l’adversaire (dos aux cordes) de lui offrir une porte de sortie afin de le cueillir lors de son échappé. Ce mode a pour effet de profiter d’un probable manque de vigilance adverse lors de la sortie. Voir aussi cadrage, évasion et immobilisation.
- Feinte : aussi fausse-attaque. Mouvement offensif, semblable à une attaque, destiné à déjouer les gestes de défense de l’adversaire afin de créer des ouvertures (sorte d’invitation à défendre). Ce simulacre d’action offensive permet de tirer parti d’une réaction adverse pour placer une attaque différée. C’est donc une « fausse information » donnée à l’adversaire dans le but de le tromper (ruse) ou de le surprendre suivi par une action offensive en réponse.

On trouve deux catégories de feintes :
- La feinte programmée : ce comportement consiste à mimer le premier coup afin d’atteindre au second coup une cible censée s’être découverte. C’est donc un ensemble de deux coups indissociables et rapidement réalisable. Dans ce procédé le feinteur s’attend à ce que l’adversaire réagisse comme prévu contrairement à la seconde catégorie ci-dessous. Dans certaines écoles de boxe, on apprend différents types de feintes standards (Ex. : le  un-deux) ;
- La feinte adaptative : dans ce second procédé après avoir mimé le premier coup, le feinteur guette l’ouverture sans savoir au préalable où elle se produira. Certains athlètes construisent leur boxe sur cette façon d’agir, on dit d’eux que se sont des opportunistes.
Il existe différentes formes de feintes : feinte de corps, de déplacement, de coup, de cible, etc. Voir aussi, manœuvre et stratégie.
- Ficelles du « métier de combattant »  : ensemble de savoirs et savoir-faire de combattant expérimenté plus ou moins tenus secrets. Plus précisément, se sont de recettes de tout genre, qui permettent de faire la différence en combat et de remporter des échanges et des matchs. Elles ne sont enseignées qu’à des boxeurs confirmés et s’acquièrent sur le tas et nécessitent une forte pratique. Elles sont transmises par des pratiquants et des entraîneurs qui ont du métier eux-mêmes. Certaines sont considérées comme frauduleuses c’est-à-dire à la limite du règlement et pas toujours décelables par les arbitres.
- Finalités de la pratique des sports de combat : outre remporter la victoire d’un match, ce qui est le « but sportif » ultime, les intentions de pratique ne s’arrêtent pas au stricte gain du match. Comme pour la pratique d’un sport en général, elle cherche à atteindre un ensemble d’objectifs bien plus nobles c’est-à-dire le développement de l’individu dans son ensemble. En l’occurrence pour des activités de nature duelle, la pratique vise l’émergence et l’amélioration de qualités et d’habiletés en premier lieu physiques (corporelles, motrices et physiologiques) et cérébrales (stratégiques et tactiques) mais également mentales (maîtrise de soi, volonté, détermination, etc.) et sociales (communication, entraide, humilité, partage, etc.).
- Fixation (point de…) : également appelé point de pression dans certains sports, cette action de manœuvre offensive appartient aux techniques de tromperies notamment à la catégorie des techniques de diversion. Elle consiste à occuper l’adversaire en attaquant réellement une certaine cible afin d’en découvrir une autre (créer une nouvelle « porte d’entrée » ou ouverture). Cette action a pour effet de centrer l’activité adverse vers une tâche défensive précise (ou accaparer la pensée adverse vers celle-ci) et ainsi prendre de vitesse l’adversaire (créer la crise de temps). On retrouve ici le principe de la feinte. Ex. : attaquer en coup de poing crocheté au corps plusieurs fois de suite pour changer brusquement de hauteur de cible (la face). Voir également : sape.
- Forme de corps : En anglais, « form » qui signifie, un modèle, un moule, un pattern, et. Ensemble de mouvements segmentaires obtenu par la combinaison de différentes chaînes musculaires déterminant une gestuelle caractéristique. Dans le langage courant on parle plutôt de « technique d’attaque » et de « technique de défense ».

## G
- Garde : aussi attitude de combat. Lorsqu’on parle de « garde », on pense souvent à la position des bras pour se protéger. Mais bien plus que cela, elle désigne une organisation corporelle permettant au combattant de se préparer à défendre et d’autre part à passer à l’offensive, cela dans une configuration qui lui offre un maximum de sécurité et d’efficacité. Différentes positions permettent de faire face à un adversaire avant et pendant l’engagement et sont appelées à défaut « garde ». Comme son nom l’indique, « être sur ses gardes » c’est se mettre en alerte permanente et adopter une position favorable pour réagir.
- Gestion de la distance : cette opération technique est un des facteurs de la réussite en combat pour atteindre des cibles adverses. Différentes modes et procédures permettent de gérer cette opération, nous citerons : effectuer un pas de côté, presser l’adversaire vers les cordes, raccourcir (casser) la distance, rallonger la distance.
- gestion de l'opposition : aussi « gestion du jeu ». Compétence de l’athlète dans les différentes phases de l’opposition, de réaliser des actions de construction du jeu et d’adaptation à l’adversaire (recueil d’observation), prise de décision, conduite de l’opposition, manœuvre de l’opposant, etc.).
- Gestion du coût énergétique : il s’agit de l’aspect économique de l’énergie physique déployée au regard de l’effet à obtenir, notamment pour la compétition sportive, et qui se présente comme un principe majeur pour l’opposition (principe de conduite en combat). Réduire le coût de l’effort physiologique, c’est-à-dire de la dépense du « carburant », permet au corps de supporter un prolongement de l’effort plus important. En sport, on parle de qualité d’ « efficience » qui signifie, « efficacité au moindre coût ». Une maxime célèbre du créateur de l’art martial japonais, le judo, devenu aujourd’hui un principe majeur de combat est très significative à ce niveau : « minimum d’effort, maximum d’efficacité » (Jigoro Kano). En boxe ou combat libre, il est évident qu’en combat professionnel où le nombre de rounds et le temps de combat est important (ou en tournoi avec plusieurs combat de boxe amateur sur une journée), il est indispensable de répartir les efforts avec discernement. Tout donner physiquement dans les premiers rounds (ou premiers matchs d’un tournoi journalier) est s’exposer à un échec cuisant. L’entraînement à la salle est là pour apprendre une gestion de l’effort qui permet de gommer toute action inutile ou/et trop dépensière.

## H
- Habiletés principales de jeu : L’habileté est une « capacité acquise par apprentissage à atteindre des résultats fixés à l’avance avec le maximum de réussite et souvent un minimum de temps, d’énergie ou les deux » (Guthrie, 1957). En sport, elle se définit comme la possibilité acquise d’exécuter une tâche avec un niveau élevé d’efficacité dans le résultat et l’économie de l’effort (voir efficience). L’habileté fait appel à de nombreuses aptitudes et capacités. Elle est acquise par la répétition et l’effort d’adéquation à l’objectif visé. À la différence des aptitudes (virtualités qui seraient plus ou moins génétiquement déterminées), elle est donc développée à la suite d’un apprentissage dans une tâche précise ou une classe restreinte de tâches et pourrait être utilisable et adaptable dans des situations voisines. En sport d’opposition et notamment en boxe, on classe les habiletés par type de compétence ou plus communément appelé, secteur de maîtrise. Les habiletés, en sport d’opposition, appartiennent à cinq types de compétences principales de jeu : 1/ Assurer une organisation corporelle permettant d’être constamment en sécurité et efficace en permanence (défensivement et offensivement), 2/ Adapter son propre comportement à celui de l’adversaire en matière de défense (favorisant des contre-offensives efficaces), 3/ Manœuvrer l’adversaire pour faire émerger des situations favorables (neutralisation, déstabilisation, attaque dans l’attaque…), 4/ Exploiter les situations favorables adverses (caractéristiques, style et actions adverses) et, 5/ Mobiliser et agencer ses propres ressources physiques et mentales compte tenu du comportement adverse (caractéristiques, style et actions adverses).

On distingue trois groupes principaux d’habiletés (Delmas, 1973) : les habiletés gestuelles, les habiletés technico-tactiques et les habiletés stratégico-tactiques. En boxe, on les classe en cinq domaines de maîtrise : 1/ Attitude de combat / mise en sécurité, 2A/ Défendre, 2B/ Maintenir hors distance / ou neutraliser, 2C/ Sortir d’une impasse, 3/ Riposter immédiatement, 4/ Manœuvrer, 5/ Utiliser l’action adverse. Certaines des habiletés répertoriées dans le tableau ci-dessous se retrouvent d’un contexte de combat à un autre (exemple : de la distance longue au corps à corps), et permettent de repérer rapidement les besoins des pratiquants.
- Habileté gestuelle : possibilité acquise par un pratiquant d’exécuter une tâche de l’ordre du geste. En sport, on parle le plus souvent de « technique ». Plus particulièrement l’habileté gestuelle est un savoir-faire technique d’une activité sportive au même titre que pour une activité professionnelle. L’habileté gestuelle fait appel à de nombreuses qualités : adresse, vitesse, etc. Ex. : mettre le poids sur la jambe avant, utiliser une combinaison d’une poussée de l’appui et d’une rotation du tronc pour délivrer un crochet remontant avec puissance de frappe.
- Habileté technico-tactique : possibilité acquise par un pratiquant d’exécuter une tâche de l’ordre de la stratégie. Ce néologisme désigne un savoir-faire dit « stratégique » développé à la suite d’un apprentissage dans des situations de construction de jeu ou de résolution de problème. Elle concerne la possibilité acquise par l’athlète de réaliser des actions de manœuvre de l’opposant (par exemple, amener et immobiliser l’adversaire dans un coin du ring) ou d’adaptation à un comportement adverse (par exemple, ne pas laisser l’adversaire approcher à distance courte).
- Heuristique : c’est une règle pragmatique ayant un degré de généralisation. Elle esquive une activité de réflexion trop coûteuse notamment dans la gestion de la motricité sportive. Par exemple en sport d’opposition, on trouve la règle dite de « contraste » qui permet une économie de la prise de décision. Cette dernière peut s’appliquer en situation offensive comme en situation contre-offensive. Une illustration en sports de raquette ou sports de combat de percussion où il est question d’atteindre des cibles : 1er temps, effectuer un « point de pression » (« fixation » d’un cible ou « sape » d’un surface corporelle) sur une cible et dans un second temps changer brusquement de hauteur d’attaque. Voir aussi algorithme.
- Hold-up : métaphore utilisée en sport pour signifier qu'un l’athlète s’est fait voler la victoire, à la suite d'une décision surprenante de juges ou d'une erreur d'arbitrage.
- Hors normes : Un combattant est hors normes par sa personnalité particulière ou/et par sa conduite insolite ou/et par ses qualités personnelles hors du commun. Ainsi, ce type d’athlète dispose de quelque chose de plus que les autres qui séduit le public : une « façon de faire » bien à lui qui sort de l’ordinaire, des qualités inégalées voire un comportement marginal.

## I
- Immobilisation : se concrétise par une incapacité momentanée à s’échapper d’une zone géographique. Cette situation provisoire où un boxeur est dans la difficulté à changer de place dans le ring facilite le passage à l’offensive adverse. Pour réaliser cet état transitoire d’immobilisation, un travail dit de pressing et de cadrage sera utilisé. Certains athlètes basent leur travail sur ces capacités à conduire et à stabiliser leurs adversaires dans des zones du ring notamment les coins.
- Incertitude évènementielle : caractère de ce qui ne peut être déterminé, connu à l’avance. Dans les sports de combat, l’incertitude donne une indication sur le caractère imprévisible du comportement adverse. À l’encontre de ce qui peut être incertain, on peut spéculer sur des actions probables de l’adversaire (notion de probabilités). Elle est calculée compte tenu des habitudes comportementales adverses (quantités d’actions dont l’adversaire peut faire preuve – plus concrètement, c’est le répertoire de gestes, de techniques et de stratégies dont il peut éventuellement faire usage). Cela va permettre de mettre en place un plan d’action, qui rendra moins difficile la gestion du jeu.
- Incertitude offensive : Dans les activités d’opposition, il désigne l’ensemble des événements possibles de nature offensive. Désigne le caractère imprévisible de l’attaque adverse, c’est-à-dire l’ensemble des actions offensives adverses qu’on ne peut prévoir. Plus précisément, il désigne la somme d’actions offensives dont peut user un adversaire et dont on peut difficilement déterminer l’ordre d’apparition et ainsi s’organiser en conséquence. La quantité d’actions possibles est déterminée par le règlement de jeu, en boxe, il se définit par des cibles potentiellement attaquables, des gestes offensifs potentiellement réalisables et de manœuvres envisageables. Plus ce volume s’élargit plus l’incertitude augmente et occasionne des difficultés de défense. L’objectif est d’atteindre le seuil incertitude le plus élevé afin de placer l’adversaire dans l’incapacité à défendre. Certains combattants savent user de ce principe d’attaque dit de « création d’incertitude » (création d’alea maximum) qui consiste à varier les formes d’attaque et qui va créer dans la défense adverse un vent de panique. Il est en étroite relation avec deux objectifs qui sont les suivants : « chercher à surprendre l’adversaire » et « chercher à prendre de vitesse l’adversaire ».

En situation d’opposition, plus le champ des incertitudes offensives adverses augmente, plus sera difficile la conduite du jeu et la gestion de l’opposition. La complexité d’une tâche s’exprime par le nombre de variables à prendre en compte et par la quantité d’actions à traiter simultanément par le pratiquant. En d’autres mots, plus une situation présente d’incertitudes et de variables, plus grande est la quantité d’informations à traiter et plus le temps de traitement et de réaction sera long. L’entraînement est là pour apprendre à répondre au caractère imprévisible des actions adverses (gestion des différents éléments et paramètres de combat). Plus la maîtrise des actions techniques de défense et des capacités d’adaptation augmente chez un pratiquant, plus la capacité à réagir, avec adéquation et rapidité, s’affine. Pour l’apprentissage à la salle, l’entraîneur réduit le champ des incertitudes (variables), notamment pour les pratiquants les moins expérimentés ; afin que des réponses aux sollicitations adverses soient possibles. En compétition, la connaissance d’un adversaire (sa manière de boxer, ses qualités dominantes, etc.) réduira le champ des incertitudes (imprévisibles) et facilitera la capacité à défendre et à utiliser les actions adverses. Ex. de tâche d’apprentissage sous forme de sparring à thème dans les sports de percussion : 
- But du travail : « [A] ne doit pas être touché et doit riposter voire porter des contres ». [B] a pour mission de faire progresser son partenaire (mais sans lui faire de cadeaux)
- Description de la tâche et des rôles : « [B] essaye de toucher [A] en directs seulement en bas du tronc sans être touché lui-même » et « [A] doit apporter des solutions défensives et contre-offensives variées ».
- L’observateur [C] doit décrire ce qu’il a vu en terme défensif et contre-offensif (verbaliser) et préciser ce qui lui aurait proposé comme comportement.
Ici l’incertitude a été réduite par l’entraîneur : une seule cible (l’estomac) et une seule arme les coups de poing directs. [A] doit mettre en place des situations défensives lui permettant de se mettre en position forte pour riposter ou contrer.
Voir également : éventualités de match, intentions, possibles et probables.
- Informations proprioceptives et tactiles : renseignements d’ordre corporel que le combattant peut appréhender au contact de son adversaire. Les informations essentielles dont dispose le combattant de boxe pour interpréter les actions et intentions de son adversaire sont surtout d’origine visuelle. Pae exemple, la boxe n’est pas qu’un sport à distance comme l’escrime olympique c’est également un sport de contact direct. D’ailleurs certains combattants font de cette caractéristique leur domaine de prédilection. Ainsi, à l’entraînement il est nécessaire de travailler ce domaine au risque d’être défaillant.
- Ingénierie en combatique : discipline qui consiste à faire appliquer le résultat d’études scientifiques à des problèmes concrets. D’autre part, elle concerne l’étude d’un projet sous tous ses aspects (économiques, financiers, sociaux et techniques) et qui nécessite un travail de synthèse coordonnant les travaux de plusieurs spécialistes. L’ingénierie en combatique utilise des outils et des machines pour la réalisation de son projet et pour l’évaluation de ses résultats. L’ingénieur participe également à des recherches scientifiques soit en initiant soit en pilotant des projets ou en travaillant sur les aspects concrets de la recherche. Dans le domaine de la gestion de salles de boxe et de l’entraînement proprement dit d’athlètes, l’intervention d’un ingénieur porte sur la réalisation d’étude et de projets divers (création d’un complexe sportif, expertise d’une salle, conseils en maintenance, préparation et suivi d’athlète, etc.). Ex. 1 : pour la réalisation d’une salle de boxe et son aménagement, l’ingénieur par sa connaissance de besoins propres est une personne ressource pour l’architecte. Ex.2 : pour la préparation à une échéance sportive d’un boxeur professionnel, l’ingénieur collabore avec les différents encadrants et intervenants (préparateur physique, entraîneur, préparateur mental, personnel paramédical et médical) à l’étude d’un programme de préparation et sa mise en œuvre. L’ingénieur en combatique peut être amené à assurer des rôles tels que coordonnateur, accompagnant (coach sportif), consultant. Voir combatique.
- Initiative (prendre l’…) : D’après le Petit Larousse (édition 2005), « n.f. 1. Action de celui qui propose ou qui lait le premier quelque chose ». En sport d’opposition, c’est la prise en main physique et/ou mentale de l’action offensive par imposer son propre jeu personnel. Elle a pour effets de :

- éviter de subir l’activité adverse dont de garder la maîtrise du match (contrebalance certaines intentions adverses voire devance l’adversaire dans ses intentions et ses actions).
- d’exploiter l’activité adverse (notion de profit).
- Instinct (avoir l’…) : aptitude à mettre en place des actions et des procédures techniques et tactiques sans les avoir réellement apprises à la salle de boxe. Il s’agit plus précisément de la faculté dite « naturelle » à mettre en place des comportements de combat et des réponses aux situations de combat sans être passé par un travail spécifique en salle. Cette façon de fonctionner propre à quelques combattants dit « instinctifs » peu avoir ses limites face à des adversaires dont la science du combat est d’un niveau très élevé.
- Intention (… de jeu)  : D’après le dictionnaire Le Petit Larousse, édition 2010, une « intention » est une « Disposition d'esprit par laquelle on se propose délibérément un but ». Une « intention de jeu » est un concept de sport. C’est une action calculée à l’avance et qui appartient à ce qu’on appelle le plan d’action. Elle se concrétise par une décision technique ou plus exactement « stratégique » (voir stratégie). Elle appartient au registre du « quoi faire pour réussir (ou pour résoudre un problème) » et se présente comme des activités d’anticipation c’est-à-dire de comportements à adopter.

En sports de combat, on parle d’activités intentionnelles qui s’inscrivent dans ce qu’on appelle la ligne de conduite à tenir en match. Elles sont issues d’un repérage préalable ou/et d’une spéculation sur la conduite adverse.
Habituellement avant un match ou durant l’opposition, on recense les comportements principaux à adopter (intentions majeures à tenir) pour réussir. Ils appartiennent à trois domaines principaux d’intentions ou « intentions principales » (Delmas, 1981) qui sont les suivants :
- se mette en sécurité optimale (en défensif et en initiative de manœuvre… réduire le champ de capacité adverse par la contraindre…)
- imposer son propre jeu à l’adversaire et le manœuvrer (contraindre…)
- s’adapter à l’adversaire,
- utiliser (exploiter) l’activité adverse à son avantage.
- Intention principale de jeu : appartient aux groupes d’activités nécessaires à la réussite d’un duel. Elles se retrouvent dans les trois secteurs de jeu suivants :

- imposer son propre jeu à l’adversaire, volonté de vaincre
- s’adapter à l’adversaire,
- utiliser (exploiter) l’activité adverse.
- 'Intérieur de la garde : Désigne les parties corporelles se situant dans l’espace situé entre les bras de la garde.
- Intimidation (techniques d’…) : techniques et procédés dit de manœuvre de l’adversaire consistant à l’apeurer ou à le persuader d’un certain danger (bluff).
- Invite : ou invitation, synonyme d’appât. Il s’agit de « commander » une attaque adverse afin de l’exploiter. Habituellement, on trouve deux formes principales de manœuvre de type « invitation » : « ouverture d’une cible » (pour « attaque commandée ») ou bien utilisation d’une « attitude trompeuse » offrant à l’adversaire l’occasion d’entamer un mouvement offensif, afin de le cueillir dans l’action. On dit qu'elle a pour objet de « piéger » l’adversaire. Voir piège.

## J
- Jeu de jambes : expression populaire et imprécise qui désigne la capacité d’un combattant à se mouvoir. Elle concerne surtout la capacité à bouger sans cesse et à pouvoir se mettre en mouvement en cas de besoin.
- Jouer contre le temps : ou plutôt « combattre contre le temps ». Expression sportive qui signifie qu’un combattant poursuit le match confronté en premier lieu à la montre. C’est le cas d’un athlète en avance à la marque qui doit tenir le choc et éviter de subir une mort subite (u un point en or) à la fin du match.

## K
- Knock-down (K.-D.) : (Ang.) En abréviation on prononce « ca-dé » pour les initiales “K“ et “D“. En anglais, il signifie que le combattant en situation dangereuse (“à terre” ou encore debout) et surtout provisoirement défaillant. Ainsi, l’arbitre entame le « compte des huit secondes » pour vérifier la capacité du boxeur à reprendre le combat. Cette règle spécifique à la boxe anglaise, mise en place au XIXe siècle, permet de savoir rapidement si le(s) coup(s) reçu(s) n’a(ont) pas entamé les facultés à poursuivre la rencontre. Plus exactement, ce principe permet de vérifier si l’athlète se trouve dans l’incapacité de poursuivre activement le combat quelle que soit sa position dans le ring (qu’une partie de son corps autre que ses pieds touchent le sol, qu’il se tient, s’accroche ou s’appuie aux cordes, se cache derrière ses gants et refuse de reprendre le combat). Dans leur règlement, certaines fédérations internationales de boxe anglaise n’utilisent pas le principe du « compte debout » ; ainsi, en cas de défaillance d’un combattant en position debout, l’arbitre a le devoir d’arrêter le combat.
- Knock-out (K.-O.)   : (Ang.) Expression utilisés dans certains sports de combat où le règlement autorise la mise hors-combat de l’adversaire.  Habituellement, elle s’emploie sous sa forme abrégée : « K.O. ». C’est un état de lien perte de connaissance temporaire causé par un traumatisme dû à un coup. L’expression « K.O. technique » (K.O.T.) désigne un état physique et/ou mental ne permettant pas de continuer le combat. Pour annoncer la fin du compte pour un combattant défaillant, l’arbitre annonce « out » pour signifier « knock-out ».
- K.O.-system : (Ang.) Désigne, dans les sports de combat, les pratiques de compétition où la mise hors de combat de l’adversaire est autorisée. Ce qui est le cas pour certaines activités sportives notamment de type boxe : boxes pieds-poings, combat libre, boxe anglaise (compétitions dites de boxe amateur et de boxe professionnelle) et taekwondo.

## L
- « Laisser passer l’orage » : expression populaire utilisée d’une autre manière dans le milieu sportif. En sports de combat, cela signifie : « laisser l’adversaire se fatiguer tout seul ». Par exemple en boxe, mettre dans le vent l’adversaire afin qu’il  se dépense inutilement, permettant dans un second temps d’en tirer profit.
- Ligne (ou hauteur d’attaque) : portion de corps considérées comme hauteur de cibles. Pour les techniques de poing, on recense deux lignes d’action : la ligne haute (1) et la ligne moyenne (2). Dans la plupart des boxes sportives, la ligne basse en dessous de la ceinture est zone interdite par le règlement.
- Langage stratégique : (Fr) Vocabulaire de stratégie militaire. Il recense les termes et expressions propres aux théories et principes de la stratégie militaire. Du point de vue de son utilisation pour la pratique des sports de combat et arts martiaux, il se présente comme un outil indispensable à la compréhension de l’acte d’opposition. Exemple de concept apportant un éclairage dans le domaine de la stratégie sportive : la « friction » (Clausewitz, 1831), terme qui qualifie une sorte de brouillard c’est-à-dire le rôle du hasard et de l’imprévu dans la conduite des opérations ; notion d’incertitude dans la conduite adverse à venir, qui génère de nombreuses questions et spéculations, rendant une difficulté à élaborer un plan d’action adapté.
- Lecture (… du jeu adverse) : Capacité à observer, à prendre des informations et à étudier le comportement adverse pour s’en servir. Le recueil de données sur l’adversaire permet :

- au coach et à l’athlète, d’élaborer un plan d’action avant le combat (prévision de stratégies),
- à l’athlète, d’ajuster son comportement et ses actions technico-tactiques durant la rencontre
- et au coach, d’effectuer des régulations de comportement pendant la minute de repos.
- Lisibilité des coups : Aspect important de l’efficacité en sports de combat de percussion. Il est vrai que certains boxeurs délivrent des coups efficaces certes mais pas très percevables du public et des juges. Pour ce qui est de la boxe amateur comme pour l’escrime olympique, il est vital d’atteindre les cibles adverses avec le plus de clarté possible sinon les juges ne comptabilisent pas les touches (notamment avec la scoring-machine).
- Logique propre à la spécialité sportive : appelé « logique interne » par certains auteurs du Monde universitaire. Elle énonce les problèmes posés par l’activité sportive notamment les actions à mener pour réussir dans l’activité. Plus exactement, elle répond à une question essentielle qui sous tend la nature de l’activité sportive : que faut-il faire pour réussir dans le combat ? Et cela compte tenu des règles qui le gouvernent. Les actions à mener sont tributaires des compétences propres du pratiquant. Ensemble de données pour ce qui concerne l’activité sportive de type duelle, en excluant toute autre forme de pratique sans but d’opposition (remise en forme) ou activité dénaturée qui caractérise la nature précise de l’activité d’opposition. Cette logique indique le sens que l’on doit donner à la pratique d’opposition : que faut-il faire pour réussir ? Plus exactement, elle qualifie les types d’actions à mettre en place dans la situation d’opposition afin de la maîtriser. Ces actions de combat peuvent être regroupées dans deux domaines de compétence dits complémentaires :

- actions destinées à protéger sa propre intégrité (Défendre ou en d’autres termes « ne pas être atteint par les coups adverses »)
- actions destinées à atteindre l’intégrité adverse (Attaquer et contre-attaquer, ou en d’autres termes « construire un jeu offensif »).
À partir de ces deux objectifs de maîtrise va être envisagé une mise en œuvre, assortie de moyens et de démarches.
À côté de ça, peuvent être décrits les particularités (les spécificités) de la pratique de la spécialité sportive permettant de mieux cerner les actions à mener (ex. : démarrer l’offensive de très loin c’est donner du temps à l’organisation défensive adverse).

## M
- Maîtrise de l’opposition : Maîtriser l’opposition par le combattant lui-même c’est être capable de gérer l’ensemble des opérations de match. Voir gestion de la confrontation.
- Maîtrise du jeu : en sport, elle se définit par la capacité de l’athlète à développer des savoir-faire dans un type de situation bien précise ou sur l’ensemble des compartiments de jeu.
- Malicieux : en sport, se dit d’un athlète dont certains procédés de combat font preuve de finesse tactique. Pour combattre, il utilise les manœuvres de tout type (manipulations, ruses et tromperies de tout genre).
- Manière de combattre : outre diriger les opérations de match (défendre ses propres cibles et attaquer les cibles adverses), elle concerne également la « manière » dont on s’y prend pour « imposer son propre jeu à l’adversaire », pour « s’adapter à l’adversaire », « utiliser l’activité adverse » et mettre en place les stratégies décidées dans le plan tactique, c’est la manière de se comporter propre à chaque athlète (on parle également de style personnel notamment pour les grands champions). Il s’agit de la façon dont on s’y prend pour combattre et il existe pour cela un large éventail de « façons de faire ». Ex. : « Combattre en continu » tout en cherchant à interrompre les actions adverses est propre à certaines conceptions de façon de faire et le lot de certaines écoles de sports de combat.

Elle est le produit du tempérament de l’athlète (impulsif, volontaire…), de ses prédispositions et capacités (exemple en boxe : boxe en force, boxe en vitesse…) et de ces acquis d’entraînement (boxe en esquive et remise, boxe en contre, boxe en forcing…). D’ailleurs, à la manière de combattre de certains, on peut deviner de quelles écoles ils sont issus, ce qui peut être un avantage pour son futur adversaire. Outre le style personnel (comportement-type) que certains endossent volontairement pour s’opposer (accrocheur, attentiste, contreur, embrouilleur, fonceur, fuyard, truqueur, etc.), la façon de boxer englobe également les trois compétences du combattant : conduire, construire et gérer les opérations de match. Dans l’histoire de la boxe, on relève certaines manières de faire très personnelles (on dira aussi particulières) et qui ont laissé une sorte d’ « empreinte à vie » dans la mémoire collective et qui ont fait « école » (Ex. : le jeu de jambe de Mohamed Ali, les mouvements de buste de Sugar Ray Léonard ou l’attitude très désaxée de Naseem Hamed).
- Manipulation : moyen technique qui consiste à perturber physiquement et mentalement l’opposant. Le but est de dérégler l’organisation du jeu adverse. :Différents procédés coexistent :

- les techniques d’intimidation (bluff, provocation physique et mentale, etc.) ;
- et les tromperies de toutes sortes (fausse-attaque, feinte, etc.).
- Manœuvre : en activité de percussion c’est un procédé technique destiné à atteindre des cibles par le biais d’un contrôle ou d’une manipulation de l’opposant. Certaines démarches sont de l’ordre de la « contre-communication » (contre-information et désinformation de l’opposant : brouiller, parasiter l’information, etc.) et de la contre-logique (l’action sort de la logique habituelle). Le dictionnaire Petit Larousse (édition 2009), définit la manœuvre comme un « (…) Ensemble de moyens déployés pour obtenir un résultat (…) Moyen habile, rusé et plus ou moins malhonnête d'arriver à ses fins (…) ». En sport d’opposition, la manœuvre fait partie intégrante de la construction du jeu. C’est un ensemble d’habiletés techniques destiné à prendre le contrôle de l’adversaire, offrir des solutions favorables et par conséquent à lui ôter la capacité à construire des actions efficaces. Les techniques de manœuvre font appel à un ensemble de stratégies variées. Elles peuvent être utilisées d’une manière quasi-stéréotypée mais elles endossent un caractère de pertinence lorsqu’elles sont élaborées au regard du comportement et du profil adverse (notion d’adaptation à l’adversaire et d’exploitation de ses actions). Elles ont pour effet de conduire l’adversaire à des comportements télécommandés dans le but de le manipuler ou/et de le déstabiliser. Ainsi, on distingue deux catégories :

1/ Les actions dites de manœuvre physique destinées à prendre l’ascendant physique sur l’adversaire et à offrir des opportunités dites géographiques (immobilisation, placement dans le ring et mise à distance). Parmi celles-ci, on trouve un ensemble de techniques de nature différente et qui appartenant au registre des actions dites forcées (télécommandées). Ex. : le pressing physique utilisé à des fins diverses (réduire la distance, faire reculer, amener sur les cordes, acculer dans un coin, etc.), le cadrage pour empêcher l’opposant de s’échapper latéralement et l’aspiration de l’opposant vers les cordes ou vers le centre du ring, le contrôle corporel de loin et de prêt pour empêcher l’adversaire de construire son jeu.
2/ Les actions dites de manœuvre mentale de l’adversaire destinées à créer des opportunités dites d’ouverture, c’est-à-dire de découvrir certaines cibles. Parmi celles-ci, on recense deux modes :
- La manœuvre par le biais d’une contre-communication, c’est-à-dire par l’utilisation de procédés de contre-information ou de désinformation que l’on classe dans la catégorie des techniques de tromperies. Elles cherchent à brouiller et/ou parasiter l’information très souvent à partir d’une technique de diversion. Ex. : le contre-cadrage, la feinte et la fixation (de cible).
- La manœuvre par le biais d’un procédé de contre-logique c’est-à-dire, l’action utilisée sort de la logique habituelle et va donc surprendre. Ces techniques appartiennent au registre de la fourberie, mais le code sportif n’interdit pas de les utiliser. Certains athlètes sont experts dans ce domaine, et sont qualifiés de ficellards (pour ne pas dire vicelards). Le degré de la tromperie et sa fréquence permet de situer le niveau de leur fair-play.
- La manœuvre par le biais d’une manipulation mentale, c’est-à-dire par l’utilisation de techniques d’intimidation (bluff, provocation physique et mentale, etc.).
On classe les manœuvres dans trois compartiments de jeu :
- Les manœuvres dites offensives : celles destinées à placer l’opposant dans le ring et à immobiliser (pressing et cadrage) puis celles destinées à créer des ouvertures par le biais de tromperies (attaque différée, feinte, fixation, dissimulation d’action, sape, etc.)
- Les manœuvres dites contre-offensives : procédés destinés à exploiter une activité induite chez l’opposant (à base de pièges : invite, leurre, etc.).
- Les manœuvres dites défensives : elles sont destinées à empêcher l’adversaire de développer son plan d’attaque et se concrétisent par des procédures de neutralisation (contrôle de l’adversaire de près et de loin, verrouillage de futures actions).
- Masquer son intention : qualité des boxeurs intelligents, « créer la crise de temps » chez l’adversaire c’est se donner plus d’opportunités pour atteindre des cibles adverses. Il s’agit plus précisément d’augmenter le temps de réaction adverse par le biais des procédés suivants :

- déclencher l’offensive sans mouvement parasite préalable,
- cacher le départ de l’attaque (appelé dans le jargon pugilistique : « masquer son attaque »),
- diversifier ses attaques (ce qui créé de l’incertitude événementielle).
Cette habileté appartient à une compétence appelée « manœuvrer l’adversaire » dans laquelle on trouve les techniques de manipulation, de déstabilisation et d’immobilisation de l’adversaire.
- Match guet-apens : rencontre dont la décision des juges risque d’être douteuse dans le cas où le combat irait jusqu’au bout et malgré une victoire méritée. Parce que les juges ont un parti pris (partiaux).
- Match coupe-gorge : rencontre piège pour celui qui l’accepte sans le savoir car l’adversaire est techniquement supérieur.
- Menace : action offensive destinée à faire réagir l’opposant pour se servir de sa réaction ou pour l’intimider.  Synonyme de feinte. Voir manœuvre, provocation.
- Mobilité : capacité à se mouvoir dans l’espace, aussi bien sur place, par des mouvements de buste, que par des déplacements dans le ring. Elle concerne aussi bien les aspects offensifs et défensifs du combat : pas de progression, pas de retrait, pas de décalage, pas de diagonale, bond, désaxage, esquive, etc. En termes défensifs, cette façon de faire répond au « principe de défense » que l’on qualifiera de bon sens « offrir des cibles mobiles (donc) difficiles à atteindre ». En boxe dans les années 1960, l’Américain Cassius Clay alias Mohammed Ali est l’ambassadeur de ce type de boxe dite en mouvement à l’encontre d’une boxe à faible mobilité (statique) et rigide du tronc. L’exemple parfait de la mobilité, est le champion britannique des années 1990, Naseem Hamed, « génie du mouvement » capable de se contorsionner à l’extrême, à se mouvoir dans tous les axes et à voler dans l’espace pour atteindre son adversaire. Voir aussi : déplacements, jeu de jambes, mouvement de buste.
- Mode de travail d’opposition : deux façons de s’entraîner avec partenaire coexistent, la « coopération » et l’ « opposition ». Ainsi, plusieurs organisations pédagogiques peuvent être mises en place afin de faciliter les progrès de chacun. Les formes de travail et d’opposition doivent préciser le but du travail, les rôles, les actions de chacun, etc. Ainsi, on trouve le :

- Travail de schémas de combat en partenariat : répétition avec partenaire de séquences de combat. Il s’agit d’enchaînements, qui peuvent être limités à quelques techniques ou durer plus longtemps ; au cours desquels, chacun des partenaires se laisse porter une attaque ou une contre-attaque (toujours parfaitement contrôlée) avant de réagir avec une fraction de seconde de retard sur le mouvement adverse par une contre-attaque adéquate. Elle-même reçut par le partenaire avant que ce dernier ne réagisse à son tour, etc. L’ensemble forme une chaîne technique, très vivante, à peine interrompue par le temps d’impact simulé, qui développe la concentration, la précision, le réflexe et le souffle.
- Travail d’opposition à mouvement connu à l’avance : combat d’entraînement codifié aux techniques et rôles pré-arrangés, chacun des partenaires porte un mouvement d’attaque, de défense et de contre-attaque connus de l’autre. Ce travail permet de développer les automatismes en défense et en riposte voire en « contre ».
- Travail en opposition dite « conciliante » (appelée également, « semi-opposition ») : c’est une situation de sparring où l’incertitude est ouverte. Le partenaire néanmoins facilite le travail en dosant ses offensives et contre-offensives selon des consignes dictées à l’avance.
- Travail en « opposition complète » et à thème : (sparring à incertitude ouverte) situation de confrontation complète où les deux partenaires connaissent outre le but du travail, leurs rôles précis et les actions qu’ils peuvent utiliser.
- Travail en opposition réelle : combat d’entraînement sous forme d’assaut libre (avec plus ou moins de protections corporelles). Néanmoins sont précisés : le dosage de la puissance des impacts et l’esprit dans laquelle l’opposition doit se dérouler. Voir combat-test.

## N
- Neutralisation (de l’activité adverse) : action d’anticipation visant à empêcher toute action imminente de l’adversaire ou à annihiler l’attaque au tout début de sa réalisation.

On neutralise l’opposant selon les modes suivants : 
- en allongeant la distance pour « mettre dans le vent » l’adversaire, en raccourcissant la distance, appelé obstruction (ex. : raccourcir la distance pour empêcher un spécialiste de coups longs) ;
- en contrôlant son tronc, ses bras et ses jambes, (battement, étreinte, compression, saisie de membre, etc.) ;
- en « verrouillant » des portes de sorties pour l’empêcher de déborder ou de trouver suffisamment de distance (près des cordes, dans le coin du ring) ;
- en stoppant son attaque au tout début de sa trajectoire (coup d’arrêt). 
Ex. : en verrouillant les armes adverses, on gêne la réalisation d’actions offensives et défensives - en saisissant l’adversaire ou en se collant (clinch), ou en interposant l’avant-bras sur l’arme adverse.
Ex. : en raccourcissant la distance de frappe adverse en empêche l’adversaire de déployer des coups longs (notion d’obstruction).

## O
- Observation de l’adversaire : la « lecture » efficace de l’adversaire et l’exploitation des éléments recueillis vont permettre l’élaboration d’actions d’adaptation et d’actions de profit. Nous trouvons ci-dessous les trois principaux domaines d’observation :

- L’observation des caractéristiques adverses, c’est-à-dire les traits physiques et psychiques de l’opposant ; notamment, l’apparence corporelle (latéralisation de la garde, morphologie, envergure, etc.) et l’état mental (crainte, vaillance, etc.) ;
- L’observation du style adverse, c’est-à-dire la façon de faire (et d’être) de l’adversaire. On trouve le type de posture (garde) et la manière de mener l’opposition. Exemple : l’adversaire à la garde basse, il axe son travail sur le retrait de buste, sur des actions de riposte et de contre. C’est donc un combattant de type attentiste pour lequel il faudra organiser un jeu adapté ;
- L’observation des actions de combat adverses, c’est-à-dire des activités offensives et contre-offensives (attaque, défense, riposte, contre et stratégies).
L’observation de l’adversaire s’effectue à l’aide de repères visuels que l’on appelle « observables ». Ils sont peu nombreux pour éviter une dispersion de la prise d’information (voir tableau des observables). Exemples d’observables : 1/ l’adversaire est en « vraie-garde » ou en « fausse-garde », 2/ l’adversaire est longiligne ou trapu, 3/ l’adversaire tombe sur ses coups ou se rassemble rapidement.
- Offensive : En sport de combat, c’est une action d’envergure destinée à imposer à l’adversaire un état de déséquilibre permettant de remporter le match. C’est aussi une prise en main personnelle de l’opposition. Elle consiste à devancer l’adversaire dans ses intentions voire ses actions.

Plus précisément en boxe, c’est un ensemble d’actions déployé pour atteindre des cibles (marquer des points) adverses voire l’arrêt du match pour le combat au K.O.-system. Ainsi, l’activité offensive ne se réduit pas à l’attaque elle-même et à la prise d’initiative. Au contraire, elle concerne les tâches de pré-action (calculs préalables et actions préparatoires), les tâches de développement (ajustement, régulation et adaptation) et les tâches post-offensives (mise en sécurité, rattrapage et continuité du jeu). L’offensive peut être menée certes sur initiative personnelle mais également dans l’initiative adverse ; sachant que cette dernière peut être suggérée par le biais d’un ensemble d’artifices (techniques de manœuvres). Ex. : imposer un état c’est-à-dire imposer sa volonté (impressionner, tromper, chasser de sa position, faire reculer…).
- Opérations de conduite : ensemble de conduites et de procédures à mettre en place pour assurer la défense de ses propres cibles et l’attaque des cibles adverses. Ex. : observer l’opposant, relever les points faibles et forts adverses, prendre des décisions, etc.
- Opérations de gestion : ensemble d’actions exécutées en vue de gérer l’opposition (conduire l’offensive, s’adapter à l’opposant, se sortir de situations difficiles, etc.) et relèvent d’une certaine « méthode ». Chaque opération de gestion se concrétise en décisions à prendre, moyens à utiliser, processus d’action à mettre en place, etc. Exemple de situation : [A] cherche à venir corps à corps. Résolution de problème : [B] n’accepte pas ce type d’opposition et le garde à distance par des coups d’arrêt longs ou des pas de côté.
- Opérations principales de match : Il s’agit des activités à effectuer durant le match relatives aux deux principes d’action majeurs des sports d’opposition de type « boxe », la "défense de ses propres cibles" et l’"attaque des cibles adverses". À proprement parler, ces activités recouvrent, dans leur totalité, la gestion de la confrontation (Delmas, 1975) qui se compose des deux domaines principaux : la conduite du jeu et la construction du jeu.».
- Opportunité : (Fr) Vocabulaire de combatique. Elle est appelée également « profit ». En sport d’opposition, on parle d’activité « d’opportunisme » lorsqu’un athlète utilise l’activité adverse à son avantage. Cette façon de se comporter appartient au domaine de l’exploitation du jeu adverse que l’on nomme « action de profit » en termes stratégico-tactiques. Selon le dictionnaire Le Petit Larousse de 2005, ce qui est « opportun » est ce « qui convient au temps, aux lieux, aux circonstances ; qui convient à-propos et l’ « opportunisme » est l’ « attitude consistant à régler sa conduite selon les circonstances du moment, que l’on cherche à utiliser toujours au mieux de ses intérêts ». En sports de combat, il s’agit pour l’opportunité des occasions favorables chez l’adversaire dont on peut tirer avantage durant la confrontation. Tirer profit de l’activité adverse est en général une compétence de combattant expérimenté. De quelles données peut-on tenir compte ? Réponse : On peut chercher à utiliser les données suivantes :

- les caractères adverses ou caractéristiques de l’opposant (taille, envergure, tempérament, qualités physiques, état mental, etc.). Ex. : la fragilité mentale d’un adversaire peut être mise à parti en travaillant sur un ensemble de techniques de manipulation mentale dans le but de décourager ou dissuader l’initiative adverse ;
- les actions de combat de l’opposant (c’est-à-dire l’activité offensive et défensive). Ex. : un retour en garde ou pas de retrait adverse non « sécuritaire » peut être exploité en termes de contre-attaque spontanée ;
- les manières de faire propre de l’opposant (attitude de garde, style de combattant et façon de combattre).
Ces données se traduisent du point de vue des « points forts » et des « faiblesses » adverses dont, il faudra tenir compte et donc exploiter durant l’opposition.
Un « relevé de ces opportunités » est exploité, conjointement par l’athlète et l’entraîneur, en vue d’utiliser celles-ci chez un adversaire à venir (notion de stratégie). L’ensemble de ces données sont rassemblées et analysées afin de les mettre à profit dans le cadre d’un plan de conduite (ou plan stratégique). Il peut se faire en amont à partir d’un match antérieur par exemple sur la base d’un support vidéo. Il est également réalisé en temps réel par les hommes de coin, c’est-à-dire durant le match de leur poulain afin d’établir, à l’interrounds, un nouveau plan d’action (observation de match dite « in situ »). Ce relevé peut être également réalisé par un observateur extérieur à l’aide d’une fiche d’observation dont les rubriques reprennent les compartiments majeurs d’observation sur la base d’observables concrets.
Illustration : Exemples d’activités consistant à « utiliser l’action adverse à son avantage », ici en activités de percussion :
- Ex.1: (A) tombe sur ses coups. Conclusion : (B) va utiliser cette faiblesse pour riposter dès que (A) a terminé son attaque (notion de remise).
- Ex.2 : à la suite de plusieurs activités de pressing, (A) a remarqué qu’à l’approche des cordes, l’adversaire s’échappe toujours du même côté. À la prochaine occasion (A) a décidé de le « cueillir » en portant un coup qui le télescope (notion de contre).
- Organisation corporelle : Capacité à utiliser des attitudes et des actions gestuelles garantissant à la fois, sécurité et efficacité des actions. La meilleure organisation corporelle est celle qui permet « d’atteindre les cibles adverses » « sans être atteint par l’adversaire ». En termes d’organisation corporelle, on parle d’attitude de garde (protection, équilibre, disponibilité à agir et réagir) et d’organisation des actions (mobilisation des segments osseux).

Cette disposition particulière correspond à la logique de la spécialité sportive. On dit qu’un athlète est « organisé » lorsque son attitude relève de comportement lui permettant de « se mettre en sécurité », de s’organiser pour défendre et passer à l’offensive. Plus exactement, il doit être capable de défendre et d’attaquer dans toutes les positions et les situations de jeu. Ex. : par définition, une attitude de garde efficace permettrait de se mettre un maximum en sécurité, de se déplacer rapidement, de défendre et d’attaquer avec facilité. Pour cela les appuis au sol permettent un équilibre permanent, le poids de corps est réparti sur les avant-pieds (plante) favorisant des déplacements dynamiques, les jambes sont tendues sans raideur, le bassin est fixé en rétroversion, etc. Les trois principes d’organisation corporelle sont donc les suivants :
- Être protégé
- Être équilibré
- Être disponible (près à agir et réagir).
- Organisation du jeu : Aussi gestion de l’opposition. « Organiser, v.t. : Combiner, disposer pour le bon fonctionnement. » (Dictionnaire Le Petit Larousse, 1995). Organiser le jeu, se traduit par la capacité à agencer les actions de jeu dans les différentes situations de jeu. S’organiser c’est adopter une démarche permettant de gérer au mieux les différentes situations d’opposition. Elle se traduit par une construction du jeu faite de réorganisations successives face à la diversité et à la complexité des tâches en présence. Dans l’opposition rien n’est donné d’avance, tout est construit dans l’interaction avec l’adversaire. Elle consiste à offrir des réponses aux sollicitations adverses et compte tenu de la connaissance de la boxe adverse. C’est s’adapter à l’adversaire mais aussi exploiter le comportement adverse à son propre avantage. Par exemple en situation d’attente c’est « organiser son attitude de combat » (garde), c’est être équilibré constamment, en position de disponibilité (genoux fléchis, prêt à se mouvoir et à réagir) et protégé (couvert avec ses bras, ses épaules, etc.) afin de pouvoir défendre et attaquer avec rapidité et efficacité. « Organiser l’attaque », c’est, par exemple, structurer un ensemble d’actions offensives pour atteindre une cible précise – il en est ainsi pour la capacité à enchaîner des techniques en changeant le niveau d’attaque et la forme technique. C’est faire appel à plusieurs habiletés : « se placer à distance pour porter une offensive », « manœuvrer l’opposant pour trouver une ouverture », etc. Les trois types d’actions d’organisation générale sont donc les suivants :

- Agencer ses actions (offensives et contre-offensives) : savoir utiliser ses ressources, boxer en continu tout en veillant à interrompre les actions adverses, être mobile pour ne pas être atteint, être à distance efficace, etc.
- S’adapter à l’adversaire
- Exploiter le travail adverse.
- Orientation de l’entraînement : (Fr) Vocabulaire du sport. D’une manière générale, en termes d’entraînement, l’orientation de l’entraînement précise la nature des activités d’entraînement effectuées durant la séance d’entraînement.

Tout d’abord elle détermine le pôle principal d’orientation. Exemple : la séance en cours est-elle orientée sur la préparation physique ou bien sur un autre domaine (le développement et l’amélioration du domaine gestuel ou technico-tactique ou stratégique ou mental).
D’autre part compte tenu de ce pôle d’orientation, quel sont les compétences et habiletés à développer en priorité.
Plus précisément, au regard du plan d’action élaboré avant une échéance de rencontre, elle désigne l’ensemble des contenus d’entraînement et des moyens mis en œuvre pour atteindre les objectifs assignés. Exemple : si l’adversaire est un gaucher (fausse-patte), qu’elle va être la nature des apprentissages à effectuer afin que l’athlète ait un comportement le plus efficace possible.

## P
- Parade : action destinée à se garantir d’une attaque adverse.

Pour les activités de percussion sans armes, elle consiste :
- soit à stopper l’arme adverse. Dans ce cas, la parade est synonyme de blocage de l’arme.
- soit à dévier l’arme adverse avec la main ou le poing, la paume du gant ou une partie du bras.
La parade porte le nom du mode utilisé. Selon l’ancienne terminologie des salles d’escrime et de boxe, on peut parer en opposition, en chassant, en bloquant, extérieurement, etc. Dans le langage courant des salles de boxe on dit : parade protection, parade extérieure, parade opposition, etc. On parle aujourd’hui de technique de blocage pour ce qui concerne l’arrêt du coup adverse, et de déviation pour ce qui concerne du détournement de l’arme adverse (chassé). Une confusion du terme a été utilisée dans le milieu de la boxe pour désigner des techniques de blocage ou de déviation. Ex. : parade opposition. On a même un pléonasme et un contresens, la « parade chassée » et la « parade bloquée ».
- Pas de côté : en anglais, side-step. Placement du corps hors de l’axe d’attaque adverse par déplacement d’un ou de deux appuis. Certains spécialistes parlent également de décalage (un pied en dehors du couloir direct d’affrontement) et de débordement lorsque l’on sort du couloir direct d’affrontement. Et « pas de diagonale » lorsque le déplacement s’effectue sur un axe oblique.
- Pas de progression : déplacement vers l’avant (vers l’adversaire). Le déplacement peut s’effectuer de différentes manières : en glissant, en marchant, en bondissant, etc.
- Pas de retrait : en anglais, back-step. Déplacement des appuis vers l’arrière. Consiste à se soustraire de l’attaque adverse par un déplacement arrière (aussi rompre ou retraite). Le retrait complet des appuis entraîne une sortie de la zone d’échange. Il ne doit pas être trop prononcé pour permettre de riposter rapidement. Voir aussi : « retrait de buste ».
- « Physique » : signifie plusieurs choses dans le langage sportif :

- « il est très physique », se dit d’un athlète dont les qualités « physiques » sont hors du commun
- « il use de son physique », pour un athlète qui fait en grande partie usage de son potentiel ::- « physique » pour combattre. Interview d’un journaliste : vous vous définissez comme un « physique », un « technicien » ou un « tacticien » ?
- On dit qu’un « combat est physique » lorsque les deux protagonistes font preuve d’un engagement très âpre.
- Piège : moyen technique mis en place pour utiliser la réaction adverse à son avantage (cela par le biais d’une fausse information). Le piège fait partie des techniques de provocation. Il s’agit plus précisément d’une invitation à attaquer (invite ou « attaque commandée »). Il a pour but de but de tromper l’adversaire favorisant une action contre-offensive (ex. : coup d’arrêt, coup de contre ou riposte).

On parle de piège d’attitude ou piège de cible dont les configurations sont les suivantes : 
- proposition d’une ouverture dans la ligne d’attaque (découverte d’une « cible ») ;
- comportement incitateur (erreur technique, faiblesse passagère, fatigue, blessure, etc.).
Voir aussi, manœuvre et stratégie.
- Placement : aussi positionnement. Position d’un adversaire par rapport à l’autre, impliquant les notions de distance, de type de garde et d‘angle d’attaque. Cette notion a un intérêt tactique : elle est liée à trois composantes, d’abord à la position géographique dans l’espace de combat, puis à l’orientation du corps par rapport à l’adversaire et enfin au type de distance entre les deux protagonistes. Ex. : en attaque, se placer, c’est se mettre à distance et s’orienter pour atteindre des cibles. Et placer l’adversaire c’est l’amener à un endroit précis pour le « travailler ».
- Plan d’action : (Fr) Concept de combatique. Réflexion sur la conduite à adopter durant l’opposition à venir.  Il s’agit plus précisément de prévoir les différents schémas tactiques à adopter (prise de décision) et de prévoir également leurs procédures de mise en œuvre (démarche). Les choix de stratégies sont élaborés à partir des relevés de l’observation adverse (recueil d’observation) et d’autre part en relation avec les comportements présupposés adverses (sur la base de spéculations). Ainsi le plan tactique dicte la conduite à tenir et indique les "schémas tactiques" à mettre en place. Le plan d’action détermine les actions à mettre en place durant l’opposition (sparring ou match de compétition). Anciennement appelé « plan tactique » ce qui n’est pas tout à fait le vocable à utiliser au regard de ce qu’il associe, l’aspect prévisionnel (stratégique), le domaine adaptatif et exploitatif (tactique) et de gestion. Plus exactement, il dicte la « ligne de conduite à tenir » ou « plan de route ». Il énonce plus exactement les actions principales et leur planification dans le temps. « Il définit plus précisément les adaptations à envisager (stratégies d’adaptation), l’exploitation des caractéristiques adverses et comportements adverses (stratégies d’exploitation), et la manœuvre de l‘adversaire (stratégies de manipulation). Il se définit en termes d’intentions de jeu et généralement élaboré par le coach et son équipe de coin, voire l’athlète lui-même, avant et pendant le match, à partir des données recueillies sur l’adversaire (recueil d’observation) » (Delmas, 1975). Il se concrétise durant le match par la mise en place d’actions de jeu et de procédures (schémas d’action) que l’on nomme « actions tactiques » ou plus exactement « actions technico-tactiques ».
- Point faible : trait personnel d’un athlète qui présente une insuffisance. Ex. : ne pas savoir « combattre à reculons » ou bien ne pas savoir « se dégager d’un coin ». Synonyme de « faiblesse ».
- Point fort : voir atout.
- Pointure : terme propre au jargon sportif et notamment pugilistique pour désigner un combattant très performant. Il est très fréquemment employé pour désigner un « gros cube » du top-ten international. Voir également client.
- Positionner (se…) : outre se placer à distance, c’est aussi s’orienter compte tenu de ses propres intentions et du comportement adverse. Ne confondons pas « attitude » avec « position du corps » dans l’espace (ou placement du corps).
- Possibles (Les…) : répertoire de réponses élaboré dans le plan d’action compte tenu des actions prévisibles adverses (appelées éventualités). Voir aussi scénario de combat. Voir probables (actions…).
- Poursuite d’attaque : actions offensives qui suivent le premier coup d’attaque. On parle plus couramment d’enchaînement constitué de coups variés et actions offensives liés aussi rapidement que possible afin de prendre de vitesse l’opposant. L’enchaînement permet de créer tôt ou tard l’ouverture dans la défense adverse. Un travail offensif par le biais d’enchaînements variés créé de l’incertitude événementielle à condition de varier les formes techniques, les orientations et hauteurs des trajectoires. Certaines écoles de boxe privilégient ce type de stratégie. Voir aussi enchaîner.
- Préparateur : personne chargée d’aider l’entraîneur dans un secteur précis de l’entraînement. Le plus souvent, il est spécialisé dans un domaine, par exemple la condition physique ou le conditionnement mental. On le différentie du coach sportif qui lui assure en premier lieu une fonction de « conseil à l’athlète » (méthodologie) et en second « coordonne les différentes activités d’entraînement » (programmation) ainsi que les intervenants (emploi du temps).
- Préparation d’attaque : mouvement de l’arme, du corps ou des pieds précédant une attaque. Dans la préparation d’attaque rentrent en jeu un ensemble d’actions nécessaires : prise de distance et d’appuis, « armé » de coup, etc.
- Pressing : placement offensif continu vers l’avant visant à perturber et prendre le dessus sur l’adversaire. Le pressing exerce sur l’adversaire une sorte de « pression mentale », comme son nom l’indique, qu’il doit gérer au même titre que les réponses motrices (comportements techniques).
- Prévention (comportement de)  : Se dit d’une façon de faire mettant en sécurité le combattant d’une manière anticipée. Les attitudes et actions destinées à se garantir contre les offensives adverses se classent en différentes catégories :

- Actions de mobilité permanente des cibles (mouvement de buste et jeu de jambe)
- Actions de protection permanente des cibles (posture avec couverture et attaque avec couverture systématique).
- Principe de conduite : ensemble de règles générales qui guident la conduite de l’athlète. Le respect de ses principes permettra :

- d’une part d’éviter de tomber dans les pièges adverses ;
- et d’autre part de mieux manœuvrer l’adversaire permettant de prendre l’ascendant.
On distingue :
- les « principes de défense ». Ex. : être prêt mentalement et physiquement en toutes circonstances, se protéger en permanence, adopter une garde permettant la mobilité et l’utilisation de toutes les armes, utiliser le geste défensif le plus vif et le plus puissant, utiliser les techniques permettant de se regrouper rapidement, une arme qui attaque doit pouvoir défendre immédiatement, s’écarter de la ligne d’attaque adverse, sortir du rayon d’action adverse, décourager le plus rapidement possible l’opposant à attaquer ;
- les « principes d’attaque » : 1/ les principes majeurs (chercher à surprendre, chercher à prendre de vitesse et à déborder, utiliser l’attaque la plus puissante sur la défense la plus faible, etc.), 2/ les principes de manœuvre (détourner l’attention adverse, amener l’opposant vers ses propres points forts, mettre l’opposant sur les talons pour avoir le dessus, poursuivre l’offensive quand l’adversaire est en difficulté, etc.) ;
- les « principes d’attitude et de gestion ». Ex. : ne pas montrer ses faiblesses, ne pas sous-estimer l’adversaire, ne pas gaspiller de l’énergie pour rien.
- Principe stratégico-tactique : En sport, il s’agit d’un ensemble d’activités et de comportements de nature stratégique et tactique propres à assurer le meilleur rendement possible.  On parle plus exactement de techniques de manœuvres qui vont conduire à la victoire. Une classification (ou taxonomie) des principes stratégico-tactiques par « groupe de même nature » ou dans une « catégorie d’opérations » bien précise peuvent être réalisées sur la base de leurs propriétés observables ou inférées. Ce qui va permettre une meilleure lecture pratique des actions à mettre en place dans l’activité sportive considérée. On retrouve dans les sports d’opposition duelle des principes communs, en l’occurrence pour les sports de combat de percussion :

- Principes stratégico-tactiques d’attaque : pour atteindre le corps de l’adversaire (attaque directe, (attaque répétée, attaque avec feinte, etc.)
- Principes stratégico-tactiques de défense : pour éviter d’être atteint par l’adversaire (esquiver les actions d’attaque, les supporter ou les freiner, etc.). Par « supporter » on entend les bloquer et par « freiner » les absorber pour amoindrir le choc ou les neutraliser pour empêcher leur développement.
- Prise de risque / gestion du risque : « on parle de prise de risque si l’action à entreprendre présente un certain degré d’incertitude quant à la réalisation ou ses conséquences » (R. Lambert, 1969). Cette notion de risque est très prégnante dans les sports de combat et notamment ceux qui sont réglementés par le K.O system. La notion de dualité entre « prise de risque » et « gestion du risque » doit être enseignée précocement afin que le pratiquant ait des comportements rationnels.
- Probables (les actions…) : aussi « actions prévisibles ». Ensemble d’actions (et de scénarios) pouvant se dérouler dans le combat non connues à l’avance mais présupposés (spéculation). On peut les répertorier, du moins pour les plus sures afin d’envisager des comportements adaptatifs dans l’élaboration du plan tactique.  Voir éventualités et incertitudes.
- Problème à résoudre : se présente comme la difficulté, à résoudre dans une phase de match. En compétition, lors de la minute de repos, le coach a un rôle essentiel à jouer en la matière. Il doit aider l’athlète à trouver une « solution » (un remède) à apporter au problème en présence. Exemple de problème : Après plusieurs rounds à son avantage, [A] s’accroche sans arrêt pour empêcher [B] de « travailler » et de marquer des points. Solution proposée pour [B] : il va adopter une attitude de fuyard et d’esquiveur (C’est-à-dire, il ne va pas avancer pour ne pas risquer de se faire neutraliser). Il travaille de loin, passe sur les côtés quand [A] avance et place des ripostes et des contres. Voir aussi comportement adaptatif et situation-problème.
- « Profit (mise à…) » : Ensemble de perspectives au regard de l’observation de l’adversaire : utilisation de l’activité et des caractéristiques adverses (morphologie, points faibles, état mental, etc.). Cette mise à profit est discutée lors de l’élaboration du plan tactique.
- Profit (action de…) : Ensemble d’activités de combat consistant à utiliser les caractéristiques et les comportements adverses à son avantage. « Tirer profit » de l’activité adverse est une compétence de combattant expérimenté. Les « actions de profit » s’enseignent à l’entraînement et font partie d’un long travail d’apprentissage. Ex. : à la suite de plusieurs activités de pressing, [A] a remarqué qu’à l’approche des cordes, l’adversaire s’échappe toujours du même côté. À la prochaine occasion [A] a décidé de le « cueillir » au moment de la sortie latérale. Également : sens de l’à-propos, exploitation de l’adversaire et opportunité.
- Profil de l’adversaire : dans les sports d’opposition, on appelle « profil adverse » l’ensemble des données sur les caractéristiques, les actions et les manières de faire propre d’un athlète (activités offensives et défensives, aptitudes, façon de combattre, morphologie, tempérament, etc.) ; dont il faudra tenir compte et même tirer profit durant l’opposition, notamment du point de vue des « points forts » et des « points faibles ». L’ensemble de ces données est rassemblé et analysé afin d’établir un plan de conduite (plan tactique). Voir aussi opportunité, actions de profit et recueil d’observation.
- Projection (technique de…) : action destinée à expédier (souvent violemment) l’adversaire au sol. Les techniques de projection utilisent un ensemble de mouvements segmentaires et musculaires qui déterminent des classes caractéristiques dites « formes de corps ». Chacune d’entre elles fait appel à une ou plusieurs actions de déséquilibre. On trouve : les arrachés (soulevés), les balayages, les épaulés, les hanchés, les ramassages (enfourchement et autres), etc.
- Profit (action de...) : voir opportunité

## R
- Ramassage de jambe : saisie de la jambe d’attaque de l’adversaire. Voir aussi enroulement de jambe.
- Rapport de forces : Cette expression désigne la relation d’antagonisme (opposition symbolique en sport) entre deux personnes (protagonistes, rivaux) dans laquelle chacune essaye d’avoir le dessus ou d’en tirer un profit. Il se concrétise par un ensemble de comportements d’interaction et d’actions de différentes natures (attaque, défense, contre-attaque, etc.) et aboutit à la domination d’une des deux parties ou à un équilibre relatif. On dit que le rapport de forces est « équilibré » quand les forces de chacun sont de valeurs égales. En sport comme dans d’autres lieux de vie, l’affrontement est intéressant quand justement le rapport de forces est équilibré. En plus, lorsque les moyens employés par les protagonistes font appel à des qualités différentes voire opposées la confrontation peut prendre une tournure passionnante. En sport d’opposition duelle, la « gestion du rapport de forces » appartient à la compétence appelée gestion de la confrontation, c’est-à-dire ce qui concerne la conduite du jeu et la construction du jeu (être capable d’organiser et de gérer les opérations principales du match - défendre ses propres cibles, attaquer les cibles adverses et surtout de prendre en compte la somme des éventualités qui vont se présenter).
- Rassemblement de jambes : action défensive qui consiste à ramener le pied avant vers l’arrière pour éviter d’être touché.
- Réaction : à l’image de la troisième loi du physicien anglais, Isaac Newton, en sport duel une action personnelle entraîne généralement une réaction adverse. Sur le plan stratégique, il est opportun d’utiliser les réactions de l’adversaire. Ainsi dans ce domaine, l’apprentissage des réponses à l’activité adverse va améliorer la performance sportive. Cette habileté spécifique appartient à la compétence à exploiter l’activité adverse. Voir aussi exploiter le travail adverse.
- Recueil d’observation : le recueil d’observation en sport rassemble les différents comportements d’une prestation. Ainsi, ces observations pourront être exploitées dans l’élaboration d’un plan tactique. Lors de l’intervention d’un observateur extérieur, il s’effectuera à l’aide d’une fiche d’observation dont les rubriques précisent les éléments à observer.

En sports de combat et notamment en boxe, il est constitué des données suivantes :
- L’observation des caractéristiques adverses, c’est-à-dire les traits physiques et psychiques de l’opposant ; notamment, l’apparence corporelle (latéralisation de la garde, morphologie, envergure, etc.) et l’état mental (crainte, vaillance, etc.) ;
- L’observation du style adverse, c’est-à-dire façon de faire (et d’être) de l’adversaire. On trouve le type de posture (garde) et la manière de mener l’opposition. Exemple : l’adversaire à la garde basse, il axe son travail sur le retrait de buste, des actions de riposte et de contre. C’est donc un combattant de type attentiste pour lequel, il faudra organiser un jeu adapté ;
- L’observation des actions de combat adverses, c’est-à-dire des activités offensives et contre-offensives (attaque, défense, riposte, contre et stratégies).
L’observation de l’adversaire s’effectue à l’aide de repères visuels que l’on appelle « observables ». Ils sont peu nombreux pour éviter une dispersion de la prise d’information (voir tableau des principaux critères d’observation). Exemples d’observables : 1/ l’adversaire est en « vraie-garde » ou en « fausse-garde », 2/ l’adversaire est longiligne ou trapu, 3/ l’adversaire tombe sur ses coups ou se rassemble rapidement.
L’analyse pointue des données recueillies va alimenter l’élaboration d’un bilan d’observation (ou fiche de synthèse dans le cas d’un observateur extérieur). Cette dernière doit faire émerger les aspects majeurs de l’opposition, c’est-à-dire les caractéristiques et actions à prendre en compte en priorité. Le tout va être formulé en termes de « points faibles » et de « points forts » adverses.
- « Reculoir (sur le…) » : expression de compétition qui indique qu’un boxeur est sur la défensive ou qu'il subit un pressing adverse et qui peut indiquer également qu’il est en grande difficulté.
- Règles d’action : « Définissent les conditions à respecter et éléments à prendre en compte pour que l’action soit efficace » (Gréhaigne et al., 1989). C’est une instrumentalisation du principe opérationnel (ce sont des items). Il s’agit d’auto-consignes et qui répondent à : Pour quoi faire ? Quand le faire ? Comment faire concrètement pour réussir ? En réponse à quels indices ?
- Régulation : ensemble de conseils (consignes) apportés par l’entraîneur durant la minute de repos afin de modifier certains éléments du plan tactique ou des comportements observés durant le round précédent (à relever certains points positifs et négatifs). Elle est habituellement très synthétique pour ne pas trop encombrer d’informations l’esprit de l’athlète. Elle se résume :

- à remédier à certaines difficultés défensives,
- à entrevoir une nouvelle démarche offensive (voire à reproduire la précédente)
- à motiver l’athlète (voire à le « secouer » pour qu’il soit plus actif, et même mieux à le galvauder).
On dit que le coach « donne des conseils » et « apporte des solutions ». Voir aussi bilan de round et recueil de données.
- Remise : ce terme revêt deux sens selon les auteurs du XIXe siècle :

1- Coup délivré pendant le retrait d’un coup adverse, c’est-à-dire une riposte très rapide (Lerda, 1944).
2- Mouvement de riposte similaire à l’attaque adverse (Blanchet, 1947).
- Réponse (à l’activité adverse) : Désigne le résultat du traitement de l’information (cognition) destiné à donner suite à l’activité adverse sur le stratégique. C’est le résultat des opérations mentales déclenchées pour prendre une décision rapide dans des situations sportives, pour calculer, apprécier et adopter tel ou tel risque, pour organiser les actions motrices et donc optimiser la performance.
- Reprise de l’échange : se dit d’une prolongation de l’opposition à la suite d'une brève interruption de l’échange.
- Retour (… d’action)  : (Fr) Concept de sport de combat. Action qui consiste soit à ramener au point de départ la partie corporelle engagée dans l’action soit à utiliser le « rappel » pour engager une nouvelle action. On distingue deux types de retour :

. Le retour d’action offensive c’est-à-dire le rappel de l’arme ou de la partie corporelle après une frappe.
. Le retour d’action défensive c’est-à-dire le rappel de la partie corporelle mise en jeu dans une action défensive (Ex. : placement défensif, esquive, absorption, etc.).
Il permet :
- une « mise en sécurité » immédiate (Ex. en activité de percussion : avec un pas de retour, un retour de buste, une couverture ou une mise en garde par le biais d’un « écran » ou bien une « disponibilité immédiate » de l’arme)
- une utilisation du retour facilitant l’exécution d’une technique ou/et augmentant sa puissance.
- Retrait de buste : action de soustraction du buste sur attaque adverse. Il permet de conserver la distance d’action contrairement à un pas de retrait.
- Retrait de jambe : action consistant en un dérobement de la jambe visée par l’attaque adverse. Il s’effectue le plus souvent vers l’arrière ou vers le haut.  Lorsque le retrait arrière se fait par un ramener de pied avant sur pied arrière, on parle alors de « rassemblement ».
- Riposte : terme utilisé en sports de combat pour parler de contre-attaque. Mais, en pratique courante, on emploie plus facilement le verbe « remiser » que « riposter » pour parler d’une contre-attaque. Ex. : l’entraîneur à son poulain : « remise en uppercut quand tu passes sous ses crochets ! ». Voir « remise ».
- Riposte anticipée : se présente comme une contre-attaque qui survient très rapidement après la défense. Ainsi, elle prend de vitesse l’adversaire lors de son retour en garde ou dans sa série d’actions offensives.
- Robotisé (il est…) : Se dit d’un combattant dont la façon de combattre est très automatisée (stéréotypée) et se comporte tel un engin mécanique. Se dit aussi d’une offensive stéréotypée c’est-à-dire délivrée sans aucun calcul stratégique et donc sans adaptation réfléchie. Un combattant dit robotisé, tel un robot de première génération dont le programme est reconduit par séquence à l’identique, a une conduite souvent inappropriée et pas toujours agréable à regarder.
- Rompre : reculer. Consiste à effectuer un pas en arrière appelé, pas de retrait.
- Rush : (Ang.) littéralement « se ruer » sur l’adversaire. Ce terme correspond à différentes actions en boxe :

- se précipiter en avant,
- se projeter soudainement en avant pour porter une attaque,
- foncer sur l’adversaire, voire bousculer l’adversaire. On apparente quelquefois cette forme action à un bond de félin sur sa proie ou à la ruade d’un animal à cornes.

## S
- Saisie (forme de…) : les formes de saisies sont règlementées dans la plupart des disciplines de combat de type boxe. En boxe anglaise, comme en full-contact, elles sont prohibées, même si l’arbitrage admet quelquefois des tolérances. Par contre, dans les autres boxes connues, elles sont permises mais pour certaines avec des limitations. Par contre en boxe birmane, tout type de saisie et de ramassage de segment fait partie de la façon de combattre de la discipline.
- Saper : Percuter à plusieurs reprises la même zone corporelle afin de la fragiliser (appelé sapement). Ex. : en combat au K.O system, porter des crochets toujours sur le même bras pour tétaniser les muscles de l’arme.
- Sauvegarde (technique de…) : Ensemble des activités de préservation de ses propres cibles et des acquis à la marque. On trouve pour les activités de type boxe :

- les actions de conservation des acquis (se maintenir en avance à la marque),
- les actions défensives (blocage, couverture, croush, déviation, coup d’arrêt…),
- les actions de protection (garde, couverture…),
- les actions d’évasion (débordement, dégagement du coin…),
- les actions de neutralisation (raccourcissement de la distance, verrouillage…), etc.
- Savoir-combattre : équivalent de « savoir-faire » ou de « compétences » en sport d’opposition et qui recouvre l’ensemble des habiletés propres à la discipline. Ces habiletés font appel à de nombreuses aptitudes et capacités. À la différence des aptitudes (virtualités qui seraient plus ou moins génétiquement déterminées), elles sont donc développées à la suite d’un apprentissage dans une tâche précise ou une classe restreinte de tâches et pourrait être utilisable et adaptable dans des situations voisines. On distingue différentes classes d’habiletés : de conduite du jeu, gestuelle, de gestion du jeu, d’adaptation à l’adversaire, technico-tactique, etc. À côté de ce concept, un ensemble de sous-compétences vont préciser les différents domaines du combat : on parle de savoir-attaquer, savoir-défendre, de savoir-contre-attaquer, etc.
- Scénario de combat : déroulement d’un match ou d’une phase de match. Ainsi pour certains combats, on peut imaginer leurs déroulements à l’avance lorsqu’on connaît les boxeurs, leurs façons de boxer et leurs tempéraments. On peut prévoir les différentes scènes (subdivisions) comme pour une pièce de théâtre : les actions majeures, les rebondissements, etc. Ex. : on peut prévoir que tel boxeur fera le forcing ou qu’un autre attendra son adversaire pour le cueillir. Aussi éventualités et probables.
- Schéma stratégique : Anciennement appelé « schéma tactique » par erreur. « Anticipation sur le cours de l’échange dans le but de construire et de marquer le point (ou « schéma de jeu »). Il s’agit de prévoir une succession de deux ou trois coups qui permettrait de placer son coup préférentiel (…). Ces schémas peuvent se prévoir (…) en référence à des algorithmes simples (…) (Fernandez, Junquera, 2005) : « si j’attaque comme cela, l’adversaire répondra avec une forte probabilité comme cela et je contre-attaquerai comme ceci ».
- Science du combat (il dispose d’une…) : Outre une expression de compétition qui signifie qu’un combattant dispose d’intelligence de jeu et de métier. On dit d’une personne qu’il a de la « science » lorsqu’il met en œuvre les connaissances acquises dans une technique. En termes de « science du combat », on dira qu’il a de fortes capacités à organiser son jeu et à s’adapter à l’adversaire. À contrario, les sciences du combat (science au pluriel) concernent les disciplines scientifiques qui étudient les pratiques de combat.
- Sciences du combat (Les..) : Ensemble des sciences et disciplines qui ont pour but la connaissance des différentes pratiques de combat. Elles ont pour ambition de déterminer des savoirs concernant les confrontations interindividuelles et collectives de tous genres (reconnaissance de lois et constantes, repérage de principes généralisables à un ensemble de phénomènes, élaboration de théories et modèles, etc.). Différents discours théoriques peuvent être en action : philosophique, idéologique, scientifique, technique, etc.

Pour ce qui concerne les sports de combat, on distingue différentes disciplines :
.1- les sciences qui étudient les pratiques de combat du point de vue historico-social :
- l’histoire des APS-C : essai d’explication des systèmes et méthodes de combat dans le but de rendre plus intelligible les pratiques actuelles par la connaissance du passé.
- la sociologie des APS-C : étude des transformations sociales et des nouveaux problèmes apparus sur la scène des pratiques de combat.
- l’ethnologie des APS-C : analyse des pratiques de combat se référent aux conditions d’existence. Étude de la manière dont on combat concrètement dans les différents milieux ethniques et socioculturels. Ainsi que l’étude des faits tel qu’ils apparaissent, pour eux-mêmes, en cherchant à les décrire, à les  comprendre, à  les comparer, à les expliquer, sans porter sur eux des jugements normatifs et sans nécessairement pousser à l’application.
.2 – Les sciences qui étudient les pratiques de combat du point constitutif (situations et faits d’opposition) :
- les disciplines qui étudient les pratiques de combat sous les angles : physiologique, psychologique, psychosociologique, etc. Ex. : la ‘’combatique’’ qui s’intéresse exclusivement au fonctionnement de l’acte d’opposition. La ‘’stratégique’’ qui recense les moyens et leur mise en œuvre dans l’acte d’opposition.
- les disciplines qui étudient les pratiques de combat sous l’angle didactique : sciences des méthodes et des techniques pédagogiques,
- les disciplines qui étudient les pratiques de combat sous l’angle des productions : sciences de l’évaluation.
- S’écarter de la ligne d’action adverse : Principe de défense dit fondamental. Sortir de l’axe offensif adverse s’est se mettre à l’abri de tout danger.
- Secteurs de jeu : Ou « secteur d’activité du combattant ». Désigne les pôles d’activité sur lesquels porte le travail d’un combattant. Nous avons les secteurs suivants :

- Planification du jeu (plan tactique : décisions, choix de stratégies et de démarches),
- Organisation du jeu et de construction du jeu,
- Contrôle du jeu et conduite du jeu (pilotage du match et de gestion du jeu).
- Secteurs de compétence : pour se donner les chances de remporter une opposition, il est nécessaire de maîtriser les trois compétences suivantes :

- Imposer son propre jeu à l’adversaire ;
- S’adapter à l’adversaire ;
- Utiliser (exploiter) l’activité adverse.
Voir compartiments de jeu.
- Sparring-partner : partenaire d’un certain niveau destiné à faire de l’opposition à un athlète ou champion en préparation de match.
- Stratégico-tactique : (Fr) Vocabulaire de combatique. Néologisme des années 1970, proposé par Alain Delmas, chercheur en combatique et stratégique, qui indique le caractère indissociable entre la stratégie et la tactique du point de vue adaptatif. Dans les activités d’opposition, il caractérise la nécessaire régulation du plan stratégique en cours de rencontre compte tenu du recueil de données et du bilan d’action.
- Stratégie : c’est le comportement adopté par l’athlète pour négocier au mieux les situations d’opposition. Les procédés stratégiques se traduisent par la manière la plus pertinente d’agencer ses ressources pour aborder l’opposant. Ils touchent toutes les opérations de match : planification du jeu, construction du jeu, conduite et gestion de l'opposition (adaptation à l'adversaire et exploitation du comportement adverse). Ils se concrétisent par l’utilisation de différents types d’opérations, de modes de fonctionnement, de procédés, de réponses adaptatives et de suivi de schémas de jeu. Ces opérations peuvent être improvisées voire programmées (plan tactique) et surtout adaptées à l’adversaire comptent tenu des opportunités du combat. On distingue donc plusieurs catégories de stratégie : adaptative, programmée (précalculées), etc.
- Style de combattant : manière de se comporter propre à chaque individu et que l’on peut attribuer quelquefois à des classes de « comportement-type ». Il n’y a pas qu’une seule façon de se comporter. À ne pas confondre avec l’expression « avoir du style » qui signifie le plus souvent, être beau, élégant et agréable. On peut repérer chez un athlète une manière habituelle et constante qui est propre à son tempérament, à son potentiel ou à ce qui lui a été enseigné par son école de formation. Ainsi, on distingue : l’attentiste, du fonceur, du technicien et du tacticien, mais ce classement ne s’arrête pas là. On recense différents caractères propres à certaines de ces typologies. Par exemple en boxe, chez les styles « techniques » : boxer en coups longs, en coups d’arrêt, en contre, etc.) et chez les styles « physiques » : faire le forcing, boxer en crochets puissants, chercher le corps à corps, chercher le coup dur, etc. Lorsqu’un boxeur utilise prioritairement sa façon habituelle de boxer (son style habituel), on dit qu’il est sur son « registre ». À la manière d’un musicien qui répète ses gammes préférées. Voir aussi « manière de combattre ».
- Suivi : désigne la continuation de l’action ou de l’enchaînement, par exemple : après un coup d’arrêt ou un coup de contre poursuivre par une autre technique. À différencier de l’action consistant à « suivre » l’opposant dans le ring pour le toucher.

## T
- Tactique : elle relève d’un ensemble d’intentions (d’idées) qui s’inscrivent dans un plan d’action dans le but d’assurer le gain du match (appelé également, programme d’action ou plan tactique). On parle également de schémas tactiques (combinaison des moyens d’action) consistant à mettre en place des stratégies prédéterminées voire mieux, des stratégies adaptatives. Une bonne tactique peut permettre de compenser une insuffisance physique et technique. Et selon le dicton : « on ne change pas une tactique qui gagne ». Les principes tactiques relèvent de différentes catégories. Ils ont pour but de faciliter la tâche offensive ou contre-offensive :

- ceux inhérents aux caractéristiques adverses, à ses particularités (ex. : l’adversaire est plus grand que soi, il utilise une allonge qui est importante…) ;
- ceux inhérents l’activité adverse (ex. : l’adversaire avance, il fait le pressing, ou c’est habituellement un fonceur…).
- Tromperie : procédé destiné à utiliser la réaction adverse à son avantage. Cette réaction est induite par une technique de désinformation (donner une information « trompeuse » comme son nom l’indique). On répertorie deux catégories de tromperies :

- en situation d’offensive : les ruses (coup masqué, coup différé, feinte, point de pression, etc.) ;
- en situation de contre-offensive : les pièges (invite, leurre, etc.). Voir aussi, « manœuvre » et « stratégie ».

## Sources
- Barbot Alain, Sport de combat de préhension au collège, Éditions SNEP, Marseille, 1986
- Blanchet Georges, Boxe et sports de combat en éducation physique, Éditions Chiron, Paris, 1947
- Chaliand Gérard, Blin Arnaud, Dictionnaire de stratégie militaire, Librairie académique Perrin, 1998
- Delignières, D., Duret, P., Lexique thématique en STAPS, Éditions Vigot, Paris, 1995
- Delmas Alain, 1. Le verbe contre la barbarie, lexique de combatique (Document de formation d’entraîneur), Toulouse, 1975 – 2. Cahiers de formation (Document de formation d’entraîneur), Amiens, 1981 – 3. Les comportements d’opposition (Mémoire du BEES 2°), Evry, 1978 – 4. L’acte d’opposition (Document de formation d’entraîneur), Amiens, 1981 – Lexique des sports de combat », 1881
- De Montbrial Thierry, Klein Jean, Dictionnaire de stratégie, PUF, Paris, 2000
- Dugal, J.P., Dicodidac, CRDP Limoges, 1992
- Ferré J., Philippe B., Leroux P., Sanou B., dictionnaire des APS, Ed. Amphora, Paris, 1998
- Fernandez Gilles, Junquera Gilles, Conduire et maîtriser un affrontement individuel ou collectif », Ed. Vigot, 2005
- F.F.E., Les cahiers de la commission pédagogique nationale d’escrime, INSEP, Paris, 1981
- Habersetzer Gabrielle & Roland, Encyclopédie des arts martiaux de l'Extrême-Orient, Ed. Amphora, Paris, 2000
- Géré François, Pensée stratégique, Ed. Larousse, Paris, 1999
- Imhauss, M., Chapelot, R., Langage de l’escrime, Ministère de la Guerre, 1908
- Lerda Louis, Casteyre J.C., Sachons boxer, Ed. Vigot, Paris, 1944
- Lombardo Patrick, Encyclopédie mondiale des arts martiaux, Éditions E.M., Paris, 1997
- Mahlo Friedrich, L’acte tactique en jeu, Éd. Vigot, Paris, 1969
- Metzler, J., Spécial didactique, Spirales n°1, CRIS, Lyon, 1986
- Parlebas Pierre, Lexique commenté en sciences de l’action motrice, INSEP, Paris, 1981